# Baden und Schwimmen in Wien

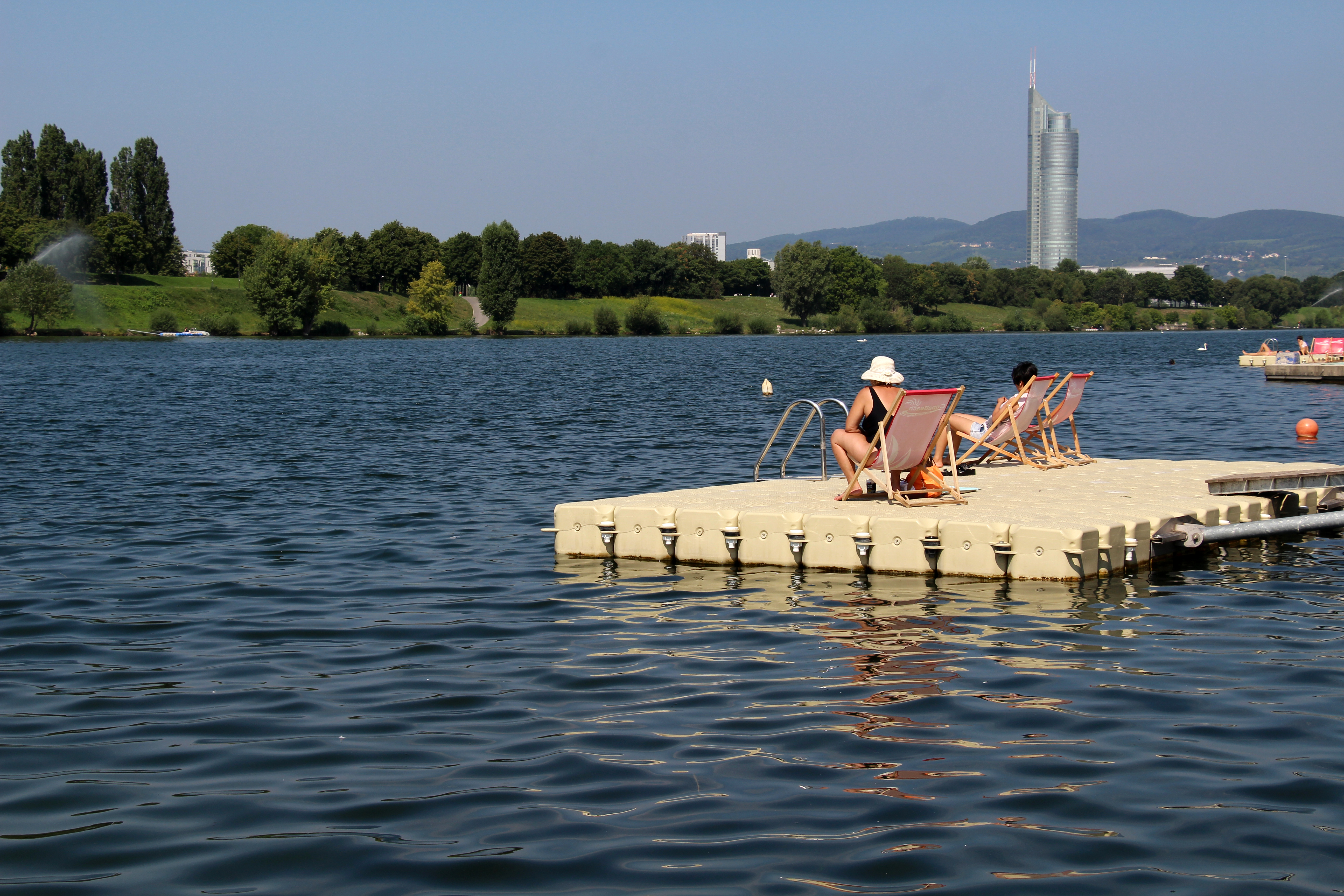
Baden in Wien

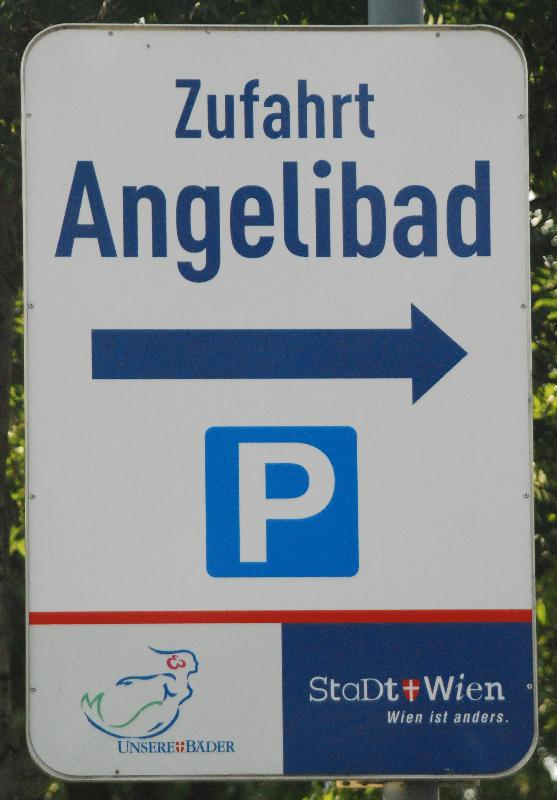
Baden erlaubt

Zum Baden und Schwimmen in Wien stehen Hallen- und Freibäder ebenso zur Verfügung wie Naturbadeplätze, Kurbäder, Volksbäder oder religiöse Bäder. Sie dienen der sportlichen Ertüchtigung und körperlichen Gesundheit ebenso wie hygienischer oder geistiger Reinigung.

## Freiluftschwimmen

### Vor 1875
Freies Baden wurde in den zahlreichen Donauarmen bei Wien und in der Wien wohl immer schon praktiziert, wobei auffällig ist, dass die verschiedensten Quellen immer wieder darauf hinweisen, dass die Zahl derer, die schwimmen konnten, sehr gering war. Daher ist die hohe Zahl der Ertrunkenen nicht verwunderlich.
Im Buch „Colymbetes“, das 1538 in Ingolstadt erschien, berichtet der Autor Nicolaus Wynmannus in Dialogform über Badegewohnheiten. In zwei Geschichten werden auch Wien und das Schwimmen in der Donau behandelt.
1633 wurden von der Regierung Niederösterreichs die Richter der Vorstädte Wiens – Wien war damals noch Bestandteil von Niederösterreich – angewiesen, das freie und öffentliche Baden in der Donau abzustellen. Die Obrigkeit sah darin etwas Unsittliches, Schreckliches, Sündhaftes, Krankmachendes und so weiter und dagegen musste etwas unternommen werden. Die Wirkung dieses Verbotes war offensichtlich gering, denn in rascher, fast jährlicher Folge wurden neue Erlässe, Dekrete, Verfügungen, Kundmachungen, Verordnungen und so weiter vom Bürgermeister und Magistrat der Stadt Wien, der niederösterreichischen Regierung, der jeweiligen Grundherrschaft und später auch der Polizei veröffentlicht oder alte wiederholt zur Kenntnis gebracht.
Im Jahr 1717 lässt die niederösterreichische Landesregierung in einem „Rueff“ – einem von einem Ausrufer veröffentlichten Erlass – kundmachen, dass Personen, die öffentlich in der Donau oder der Wien nackt badend angetroffen werden, die Kleidung weggenommen (beschlagnahmt) werden soll. Einerseits als Beweis dafür, dass die aufgegriffene Person tatsächlich unbekleidet war und vor allem auf dem Weg zur vorgesetzten Dienststelle vor der Bevölkerung bloßgestellt und damit als (inoffizieller) Teil der eigentlichen Strafe der Lächerlichkeit preisgegeben werden soll.
An die Richter der Bezirksgerichte „unter denen Weißgärbern“, „Laimgruben“, „an der Wienn“ und „zu Erdberg“ erging am 16. Juli 1726 ein Dekret, das ihnen Unnachgiebigkeit einschärft. Am 7. Juli 1728 wurde dieses Dekret erneuert.
Elf Jahre später, am 7. Juli 1728, erließ die niederösterreichische Landesregierung eine weitere Verordnung. Diesmal drohte denjenigen, die verbotenerweise badeten, die Zuchthausstrafe.
Einem Schreiben der niederösterreichischen Regierung vom 21. Juni 1734 zufolge kam es beim kaiserlichen Waschhaus am heutigen Donaukanal in der Leopoldstadt zu übermütigen Unverschämtheiten von (illegal) Badenden den dort tätigen kaiserlichen Waschweibern gegenüber, die sich diese nicht gefallen ließen. Bei deren resolutem Vorgehen soll es zu Körper- und Sachschäden (auch an kaiserlichem Eigentum!) gekommen sein.
1752 wurde zusätzlich zur Zuchthausstrafe auch noch die Prügelstrafe oder eine Auspeitschung angedroht. Diese körperlichen Strafen hatten häufig Verkrüppelungen zur Folge.
Ein erstmals am 1. November 1769 im Erzherzogtum Österreich unter der Enns verfasstes Zirkular (Wenzel von und zu Ankenstein: „Wie einem Erstickten das Leben erhalten werden könnte.“, 22. Juni 1792), das bis ins Biedermeier immer wieder wiederholt und modifiziert wurde, wollte Anleitungen und Richtlinien geben über die Art und Weise, wie Ertrunkenen, Erhängten, durch Gärgase erstickte und auf ähnliche Art und Weise in Lebensgefahr geratenen Erste Hilfe zu leisten ist. Die in diesem Schreiben angeführten Hilfsmaßnahmen sind allerdings – gemessen am heutigen Wissen und Standard über Wiederbelebungs- und Erste-Hilfe-Maßnahmen – hochgradig wirr und abstrus.

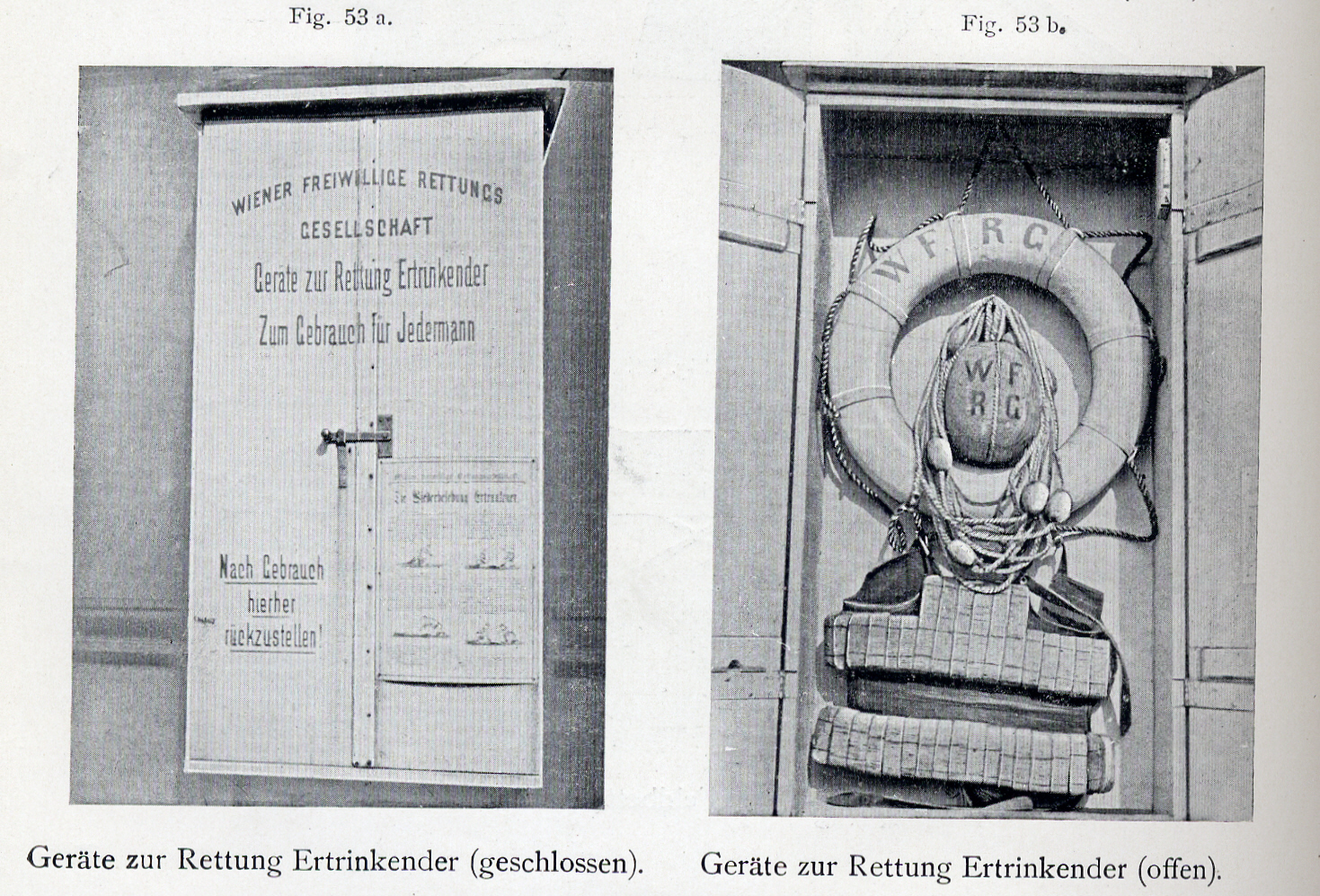
Wiener Freiwillige Rettungsgesellschaft: Geräte zur Rettung Ertrinkender

Ab 1803 gab es in Wien die „Rettungsanstalt für Scheintote“. Diese verfügte zwar über keinen Hauptsitz, wohl aber über an verschiedenen Orten (wundärztliche Offizinien, in Häusern von Richtern und Polizeidirektoren der Vorstädte sowie weiteren verschiedenen Plätzen entlang der Donau in Wien und den Vorstädten) gelagerten Geräten zur Lebensrettung. Zusätzlich mussten angehende Ärzte ebenso wie alle, die aufgrund ihres Berufs auf oder am Wasser arbeiteten (Fischer, Schiffer, Fährleute und Schwimmlehrer) in Erster Hilfe und Rettungspraxis Unterricht nehmen, wenn sie das Meisterpatent in ihrem Beruf erlangen wollen. Außerdem sollten gelungene Wiederbelebungen als „moralische Spitzenleistung“ gefeiert, in Zeitungen publiziert und mit 25 Gulden belohnt werden. Aus Anlass des 20-jährigen Bestandsjubiläums der Wiener Freiwilligen Rettungsgesellschaft wurde im Jahr 1901 an neun Orten an der Donau und dem Donaukanal Rettungsgerät zur Rettung Ertrinkender installiert. Zusätzlich wurden an Häusern Blechtafeln mit Instruktionen zur Wiederbelebung Ertrinkender angebracht.
Völlig anders war das Verhalten der Obrigkeit gegenüber Denjenigen, die die für diesen Zweck erbauten Freibäder benutzten. Zum Teil wurden diese sogar von der Obrigkeit selbst erbaut und betrieben.
Diese Freibäder bestanden zumeist aus Schwimmkörpern, die Umkleidekabinen trugen und in deren Mitte ein Schwimmbecken, das einem Korb glich und so vom Donauwasser durchspült wurde, besaßen. Vorteil dieser Bäder war für die Obrigkeit, dass man hier die Badenden unter Kontrolle hatte. Die Geschlechter waren getrennt, sittsam gekleidet und durch die Konstruktion der Schwimmbecken war das Risiko zu ertrinken minimiert und es konnte dadurch niemand dem Staat als Arbeitskraft oder als Soldat verloren gehen.
Beispiele für Bäder dieser Epoche:
- Schüttelbad: Das Schüttelbad wurde 1717 vom Chirurgen Zehmayer am Schüttel, einer ehemaligen Schuttdeponie, errichtet. Das Bad wurde mittels einer Rohrleitung vom Donaukanal aus mit Frischwasser versorgt. Angeboten wurden in dem Freibad außerdem Mineral- und Meersalzbäder, weiters gehörte zu diesem Bad ein Gasthaus mit Gastgarten.

- Ferro-Bad: Das Ferro-Bad wurde von Pascal Joseph de Ferro, der kalte Bäder heftig propagierte, am 13. Mai 1781 (oder 1780, wie manche Quellen vermelden) nahe dem Augarten in einem Donauarm eröffnet. Wegen des großen Erfolgs musste bereits 1783 ein Zubau errichtet werden. Später aber ließ das Interesse an dem Bad nach, so dass es mehrere Male verkauft und schließlich an seiner Stelle die Armenbäder am Tabor errichtet wurden.

- Armenbäder am Tabor: Für die Armen, die sich einen Badbesuch nicht leisten konnten, errichtete die niederösterreichische Regierung, die Wildbader so heftig verfolgte, 1799 im so genannten Fahnenstangenwasser Badeflöße. Der Besuch war ebenso kostenlos wie die Badetücher, die man sich beim Aufseher ausleihen konnte.

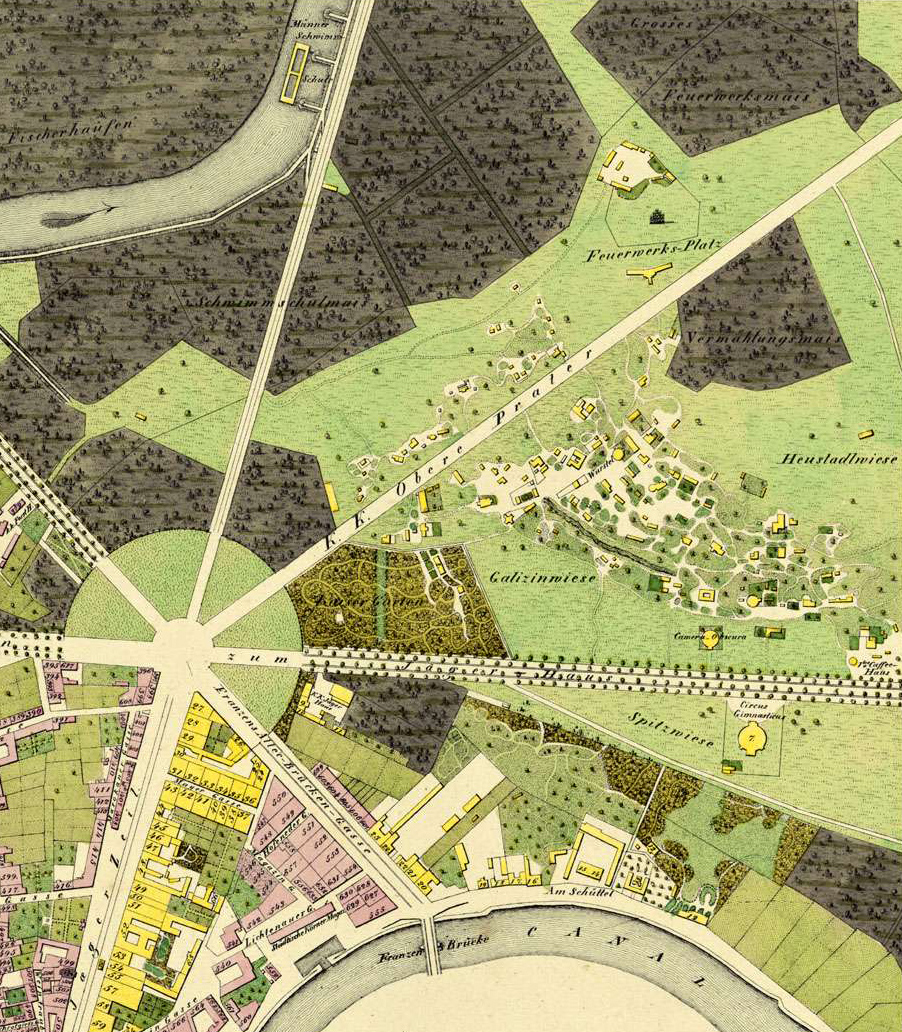
Militärschwimmschule oder auch Männer-Schwimmschule – Lageplan

- Frey-Bad: Das ebenfalls von der k.k. Niederösterreichischen Regierung 1810 errichtete Frey-Bad war im Gegensatz zu den meisten anderen Bädern nicht auf einem Schwimmkörper situiert, sondern eines der ersten Strandbäder in Wien und befand sich in der Nähe der Armenbäder. 1870 besaß das nur für Männer zugängliche Bad 300 Umkleidekästchen und war damit das größte Freiluftbad Wiens. Nach Abschluss der Donauregulierung wurde es oberhalb der damaligen Kronprinz-Rudolf-Brücke (heute: Reichsbrücke) neu angelegt. Bis zur Eröffnung des Gänsehäufels war es das einzige echte Strandbad im Raum Wien.

- k.k. Militär-Schwimmschule: Die k.k. Militär-Schwimmschule wurde mit privatem Aktienkapital im unteren Kaiserwasser, wie der Hauptstrom der Donau im Raum Wien genannt wurde, errichtet und am 6. Juni 1813 als zweite Militär-Schwimmschule nach der in Prag eröffnet. Mit ein Grund für die Errichtung dieser Schwimmschule war der Umstand, dass unter der großen Zahl an Toten bei den Kämpfen gegen Napoleon 1809 in der Lobau ein hoher Anteil ertrunkener österreichischer Soldaten war.[2] Unterrichtet wurden hier Heeresangehörige, die als Abschlussprüfung den Hauptarm der Donau zu durchschwimmen hatten. Sie stand aber auch Zivilisten zur Verfügung und sonntags durften Frauen gegen Eintritt den Schwimmern zusehen. Dieser Umstand ließ den Verdacht unmoralischer Aktivitäten aufkommen und es wurde sogar die Forderung laut, ein Polizeiorgan zur Kontrolle der sittlichen Vorgänge abzustellen. 1815 fertigte Jakob Alt ein Aquarell der Anlage an, die 1874 infolge der Donauregulierung abgebrochen wurde.

- Ferdinand-Marienbad: Der offizielle Name lautete „Ferdinand-Marien-Donau-Schwimm- und Badeanstalt am Tabor nächst dem k.k. Augarten“ und benannt wurde es nach dem Thronfolgerpaar. Erbaut wurde es, nachdem 1831 auch Frauen die Genehmigung zum Schwimmen erhalten hatten, aus öffentlichen Mitteln als Frauenbad. Von den Schwimmschülerinnen wurde ein ärztliches Zeugnis verlangt und diese hatten vom Hals bis zum halben Schenkel bekleidet zu sein. 1832 wurde auch eine eigene Männerabteilung errichtet. 1848 brannte das Bad, welches angeblich auch von Mitgliedern des Kaiserhauses besucht wurde, ab und wurde als Marienbad neu aufgebaut und während der Donauregulierung endgültig abgebrochen.

- Holzersches Strombad: Das 1863 erstmals erwähnte Holzersche Strombad befand sich bis 1876 im Kaiserwasser und wurde der Donauregulierung wegen an das linke Ufer der neuen Donau unterhalb der Kronprinz-Rudolf-Brücke verlegt. 1908 wurde es geschlossen, die Konkurrenz durch das neue Gänsehäufel war zu stark.

### 1875 bis 1918
Wegen der Donauregulierung 1870–1875 veränderten sich die Lage der Gewässer und das Bäderangebot stark (siehe auch Alte Donau). Einige Bäder verschwanden und wurden an anderen Uferabschnitten durch Neubauten ersetzt.
Beispiele für Bäder dieser Epoche:

Städtisches Donaustrombad (Kommunalbad)

- Kommunalbad: Das am 15. Mai 1876 eröffnete und bis zum Kriegsbeginn 1914 betriebene Kommunalbad lag wenige Meter stromaufwärts der Kronprinz-Rudolf-Brücke (heute: Reichsbrücke) am rechten Donauufer am Erzherzog-Karl-Platz 4 (heute: Mexikoplatz); es besaß eine eigene Haltestelle der Donauuferbahn, Kommunalbad-Reichsbrücke, und war für 1.200 Besucher ausgelegt. In dem von einem Pächter betriebenen Bad wurde (aus Anlass des 50-Jahre-Regierungsjubiläums von Franz Joseph I.) im August 1898 vom Ersten Wiener Amateur-Schwimm-Club ein Internationales Kaiser-Franz-Joseph-Jubiläums-Wettschwimmen abgehalten, bei dem C. Ruberl vom Wiener Schwimmklub Austria in 100 m Freistil (Meisterschwimmer von Europa 1898) und O. Wahle vom gleichen Schwimmklub über 1609 m (Meisterschwimmer von Österreich 1898) siegten. Alle Bewerbe waren international, aber vom Ausland wenig nachgefragt.[3][4]

- Städtisches Freibad: Ursprünglich war das Städtische Freibad – dem Kommunalbad gegenüber am linken Donauufer gelegen – nur für Männer gedacht, doch 1877 wurde es um ein Frauenbad erweitert. Auch dieses von einem Pächter betriebene Bad wurde 1914 aufgelassen.

- K.k. Militär-Schwimmschule (neu): Nach dem Abbruch der alten Militär-Schwimmschule wurde in der Krieau (Handelskai 337) eine neue, am 18. August 1875 eröffnete Schwimmschule betrieben, die nicht direkt an der Donau lag und bis zum Zweiten Weltkrieg von der Wiener Garnison genutzt wurde. Das dem betonierten Bassin zugeleitete Wasser wurde erwärmt.

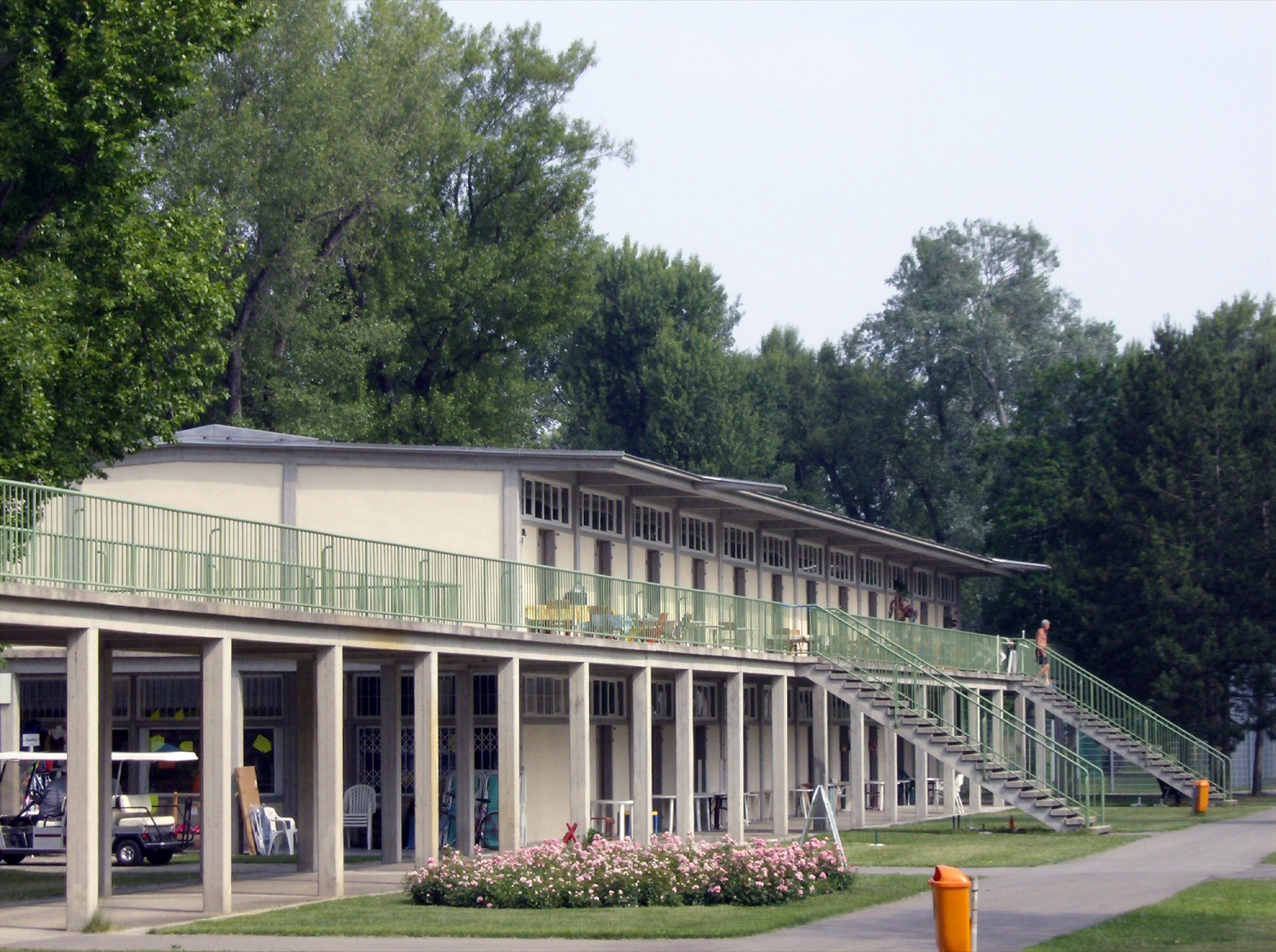
Kabanen im Gänsehäufel

- Gänsehäufel: Florian Berndl, ein „Naturheilapostel“, pachtete 1900 das Gänsehäufel, eine Insel in der Alten Donau, offiziell, um Edelweiden zu züchten, tatsächlich aber, um seine Ideen vom natürlichen Leben zu bewerben. Gemeinsam mit seinen Anhängern gründete er eine kleine Kolonie – die „Berndl-Kolonie“ – von Sonnenanbetern, denen er Freiluft-, Sand- und Sonnenbäder und deren heilende Wirkung anpries. Da angeblich auch nackt gebadet wurde, kündigte die Donauregulierungskommission 1905 den Pachtvertrag. 1906 übernahm die Gemeinde Wien die gesamte Insel zunächst in Pacht und später in ihr Eigentum, um ein Strandbad mit 600 Meter langem künstlichen Badestrand zu errichten, das am 5. August 1907 eröffnet wurde und noch Geschlechtertrennung besaß. Da ein Teil der Insel im 2. Wiener Gemeindebezirk, einem Bezirk mit hohem jüdischen Bevölkerungsanteil, lag, gehörten viele jüdische Wiener zu den Besuchern des Gänsehäufels. Spötter lästerten deshalb amüsiert darüber, dass ausgerechnet der antisemitische Bürgermeister Karl Lueger den Juden ein Schwimmbad gebaut habe. Ursprünglich belegte das Bad nur einen Teil der Insel und war für 600 Besucher ausgelegt, später (1913) wurde die Kapazität auf 2.700 und nach dem Ersten Weltkrieg schließlich auf 20.000 Personen erhöht. Um den Besuchern die vergebliche Anfahrt zu ersparen, wurde die blaue Fahne, die die Überfüllung des Bades signalisierte, bereits an frühen Wegpunkten wie dem Praterstern gehisst.

Der große Erfolg des Gänsehäufels zog die Errichtung weiterer Bäder an der Alten Donau nach sich. So schuf 1912 der Arbeiterschwimmverein mit Unterstützung durch die Nußdorfer Brauerei das Arbeiterstrandbad, und auch das Strandbad Stadlau am Mühlwasser (siehe unten) entstand noch vor dem Ersten Weltkrieg.
Da nach dem Bau der beiden Hauptsammelkanäle entlang des Donaukanals keine Fäkalien mehr in den Donaukanal gelangten, konnte die Stadtverwaltung auch hier vier Strombäder errichten. Diese im Interesse der öffentlichen Gesundheitspflege errichteten Badeschiffe waren etwa 60 Meter lang und 10 Meter breit, besaßen nicht überdachte Badekörbe mit einer Tiefe von ungefähr 130 Zentimeter und waren nach Geschlechtern getrennt.
Beispiele für Bäder dieser Epoche:

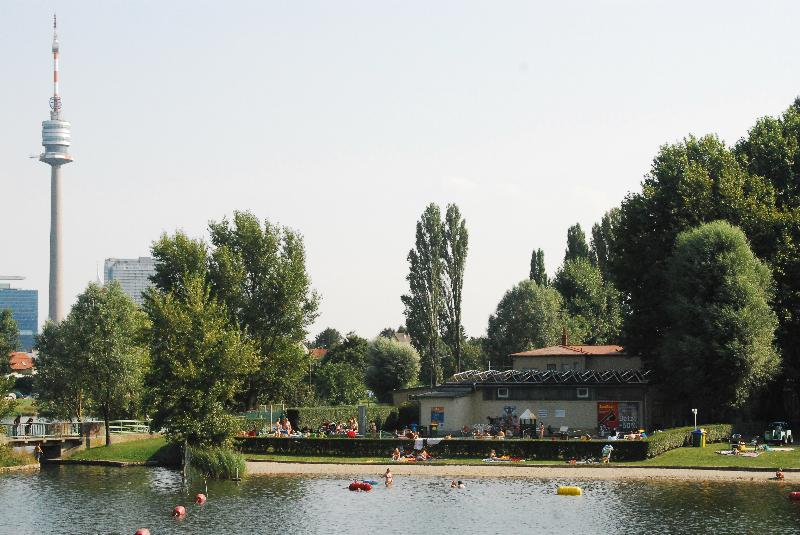
Das Angelibad 2009

Städtisches Donaustrombad an der Sophienbrücke

- 1888: Das heutige Strandbad Angelibad wurde 1888 als Birner’sches Vier-Kreuzer-Bad gegründet.[5][6] 1920 wurde das Bad von der Stadt Wien übernommen, ausgebaut und in Städtisches Strandbad Mühlschüttel umbenannt. Die Namensgebung Angelibad erfolgte zu einem späteren Zeitpunkt.[7]

- 1896: Das Birner’sche Zehn-Kreuzer-Bad wurde auf dem linken Ufer der Alten Donau gegenüber dem Vier-Kreuzer-Bad als noblere Ausführung des ersten Bades gegründet und bestand bis 1972.[7]

- 1904: Unterhalb der Nußdorfer Schleuse und bei der Sophienbrücke (heute: Rotundenbrücke) wurden Badeschiffe verankert.

- 1905: Oberhalb der Augartenbrücke und bei der Kaiser-Josefs-Brücke (heute: Stadionbrücke) wurden zwei weitere Badeschiffe verankert. Außerdem gründete der Erste Wiener Donauschwimmclub sein Bad beim Einlauf des Stürzlwassers (eines Restes des früheren Hauptstroms der Donau im damaligen Überschwemmungsgebiet, südlich der Alten Donau, der eine kleine Verbindung zum neuen Hauptstrom hatte).[7]

- 1911: Das heute noch bestehende Städtische Strandbad Stadlau wurde am Unteren Mühlwasser gegründet;[7] es wird seit einigen Jahren privat geführt.[8]

- 1912: Das Arbeiterstrandbad ist heute eine öffentliche Liegewiese.

- 1913: Das Freibad Aspern befand sich am Unteren Mühlwasser.

Als weiteres Strombad galt das Bad im Kuchelauer Hafen im nördlichsten Teil des Stadtgebiets. Dieses Badeschiff befand sich ursprünglich unterhalb der Floridsdorfer Brücke am rechten Donauufer, wurde aber 1913 in den Kuchelauer Hafen geschleppt, um das seit 1898 bestehende städtische Donau-Floßbad im XIX. Bezirke (Kahlenberger Floßbad) zu ersetzen. Gemeinsam mit einem langen Badestrand bildete es das Strom-, Luft- und Sonnenbad Kuchelau.
Abseits der Donau, des Donaukanals und der Alten Donau entstanden einige wenige Freibäder:
- Das Baumgartner Bad wurde 1875 errichtet, 1938 von der Gemeinde Wien erworben und zwischen 1950 und 1957 modernisiert. Es wurde 1997 geschlossen.

- Das Hütteldorfer Bad wurde von der Gemeinde Hütteldorf erbaut und kam im Zuge der Eingemeindung der Vororte, 1890 / 1892, an die Stadt Wien. Das Sommerbad wurde ursprünglich aus dem nahe gelegenen Mühlbach mit Wasser gespeist. Das Bad wurde von der Gemeinde Wien ursprünglich nicht selbst verwaltet, sondern verpachtet. Es wurde 1979 geschlossen.

### 1918 bis 1938
Die Bevölkerungszahl Wiens sank mit dem Ende der Donaumonarchie, da viele Bewohner in ihre Heimatländer, die ehemaligen Kronländer, zurückkehrten. Trotzdem stieg die Zahl der Bäderbesucher an. Die große Zahl an Neubauten machte die Bäder schneller und besser erreichbar und die Verkürzung der Wochenarbeitszeit auf 48 Stunden machte es den Arbeitenden leichter, Zeit für einen Bäderbesuch zu finden.
Nach dem Ersten Weltkrieg ließ das Interesse der Wiener an den Strombädern nach, da sich die Badelustigen den neuen Sommer- und Strandbädern zuwandten. In Betrieb blieb lediglich das Strombad bei der Sophienbrücke, das 1922 zwischen die Aspern- und Schwedenbrücke verlegt wurde. Für die Angehörigen des Vereins „Verkühle dich täglich“ blieb es bis Dezember geöffnet.
Zu den neuen Strandbädern gehörten unter anderem das Strandbad Alte Donau, das 1918 in der Nähe der Wagramer Straße eröffnet wurde und das Strandbad Mühlschüttel, das heutige Strandbad Angelibad. 1934 folgte das Polizeibad am großen Dampfschiffhaufen unterhalb des Gänsehäufels.
Errichtet wurden von der sozialdemokratischen Stadtregierung aber auch Freibäder abseits der Donau.
Beispiele für Bäder dieser Epoche:

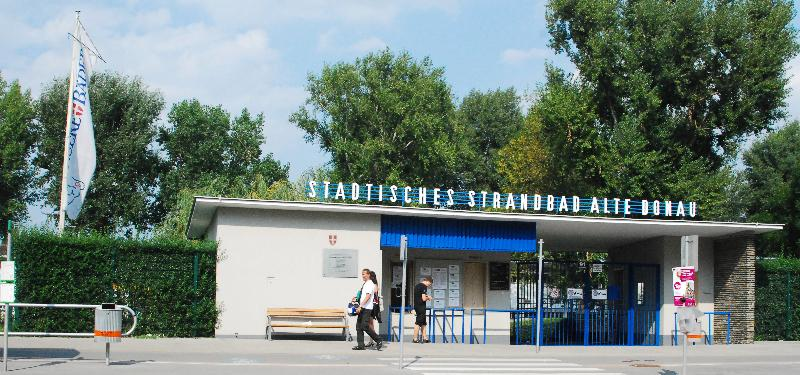
Strandbad Alte Donau

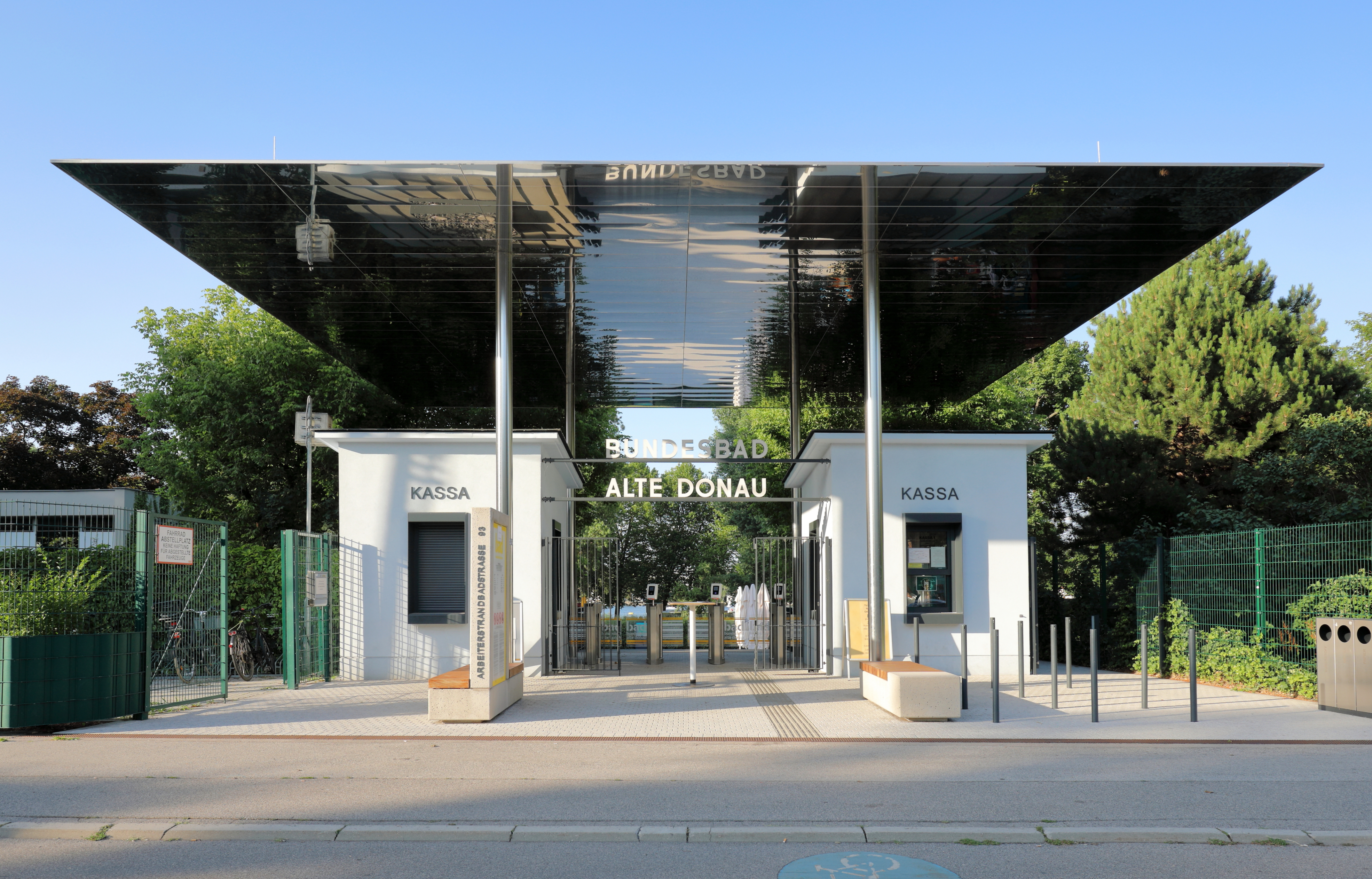
Eingang zum Bundesbad Alte Donau

- Städtisches Strandbad Alte Donau: Das Strandbad Alte Donau ist ein städtisches Sommerbad am rechten Ufer der Alten Donau im 22. Wiener Gemeindebezirk Donaustadt. Der Badestrand des 1918 eröffneten Bades entstand durch das Aufschütten des Geländes.

- Bundesbad Alte Donau: Die ursprüngliche Militärschwimmschule „Alte Donau“ wurde am 20. Juni 1919 eröffnet. Anfänglich handelte es sich hier um einen einfachen Badeplatz, der von den Soldaten am benachbarten Schießplatz Kagran benutzt wurde und nun zu einem Familienbad ausgebaut worden war. Zwischen 1938 und 1945 nutzte die deutsche Wehrmacht das Bad, aus dem nach dem Zweiten Weltkrieg das „Bundesbad Alte Donau“ wurde.[11]

- Badeanstalt an der Chalupna-Lacke: Dieses Bad wurde um 1920 oberhalb der Floridsdorfer Brücke am Hubertusdamm gegründet. In der Chalupna-Lacke, einem Donaualtarm im Überschwemmungsgebiet wurde ungefähr 10 Jahre lang gebadet.[7]

- Straßenbahnerbad: Ebenfalls 1920 entstand das Straßenbahnerbad. Dieses wird heute vom Kultur- und Sportverein der Wiener Linien geführt.[7]

- Krapfenwaldl (Krapfenwaldlgasse 65 – 73): Ursprünglich befand sich an diesem Standort eine Station der Kahlenbergbahn und ein Gasthaus, das von der Gemeinde Wien 1911 neu eröffnet wurde. 1923 wurde dieses in das neu errichtete Bad mit großem Familienbad, Liegewiesen und Turnplatz integriert. Außerdem wurden hier erstmals zwei umzäunte Sonnenplätze für Frauen und Männer angelegt, um ihnen das unbekleidete Sonnenbaden zu ermöglichen. Nach der Behebung der im Zweiten Weltkrieg erlittenen Schäden konnte das seiner Höhenlage wegen eine schöne Aussicht über Wien besitzende Bad 1952 wieder eröffnet werden.

- Polizeisportbad: Das Polizeisportbad (Polizeibad) wurde 1924 gegründet[7] und wird heute von der Polizeisportvereinigung Wien geführt.[12]

- Strandbad des Naturheilvereins: Das Strandbad des Naturheilvereins wurde 1924 am Stürzlwasser gegründet und bestand bis zum Zweiten Weltkrieg.[7]

- Naturfreunde-Bad: Das Naturfreunde-Bad wurde 1924 am Stadlauer Ufer der unteren Alten Donau gegründet und besteht heute noch.[7]

- Strandbad des Deutsch-Österreichischen Jugendbundes: Das Strandbad des Deutsch-Österreichischen Jugendbundes wurde 1926 am Stürzlwasser gegründet und bestand bis zum Zweiten Weltkrieg.[7]

- Ottakringer Bad (Johann-Staud-Straße 11): Das für ungefähr 1.000 Besucher ausgelegte „Ottakringer Schwimm-, Luft- und Sonnenbad“ wurde 1926 eröffnet. Auch in diesem Bad – auch „Steinhofer Bad“ genannt – erhielten FKK-Anhänger sichtgeschützte und nach Geschlechtern getrennte Sonnenbäder. 1966 wurde das Ottakringer Bad erweitert, 1971 durch ein Hallenbad ergänzt und auch später kamen weitere Attraktionen hinzu.

- Hohe Warte-Bad (Hohe Warte 8): Das Hohe Warte-Bad („Schwimm-, Sonnen- und Luftbad Hohe Warte“) folgte 1927. Für dieses Bad wurde von der Gemeinde Wien das ehemalige Filmatelier „Dreamland“ erworben. Die Studiohalle – ursprünglich ein Flugzeughangar – wurde in die Schwimmhalle, die ehemaligen Künstlergarderoben und Magazine in die notwendigen Nebenräume (Umkleidekabinen, Buffet usw.) umgebaut. Die ehemaligen Hangartore wurden je nach Wetterlage geöffnet oder geschlossen. Das frühere Dekorationsmagazin wurde in eine beheizbare Turnhalle umgebaut und erhielt eine beheizbare Duschanlage, so dass Turnvereinen die Nutzung während der Wintermonate ermöglicht wurde. Aus finanziellen Gründen konnte das Bad, obwohl überdacht, nur während der warmen Jahreszeit benutzt werden. Dafür gab es auch Nachtbetrieb mit entsprechender Beleuchtung. Das Hohe Warte-Bad wurde 1987 geschlossen und durch das Sommerbad Döbling im Jahr 1988 ersetzt.

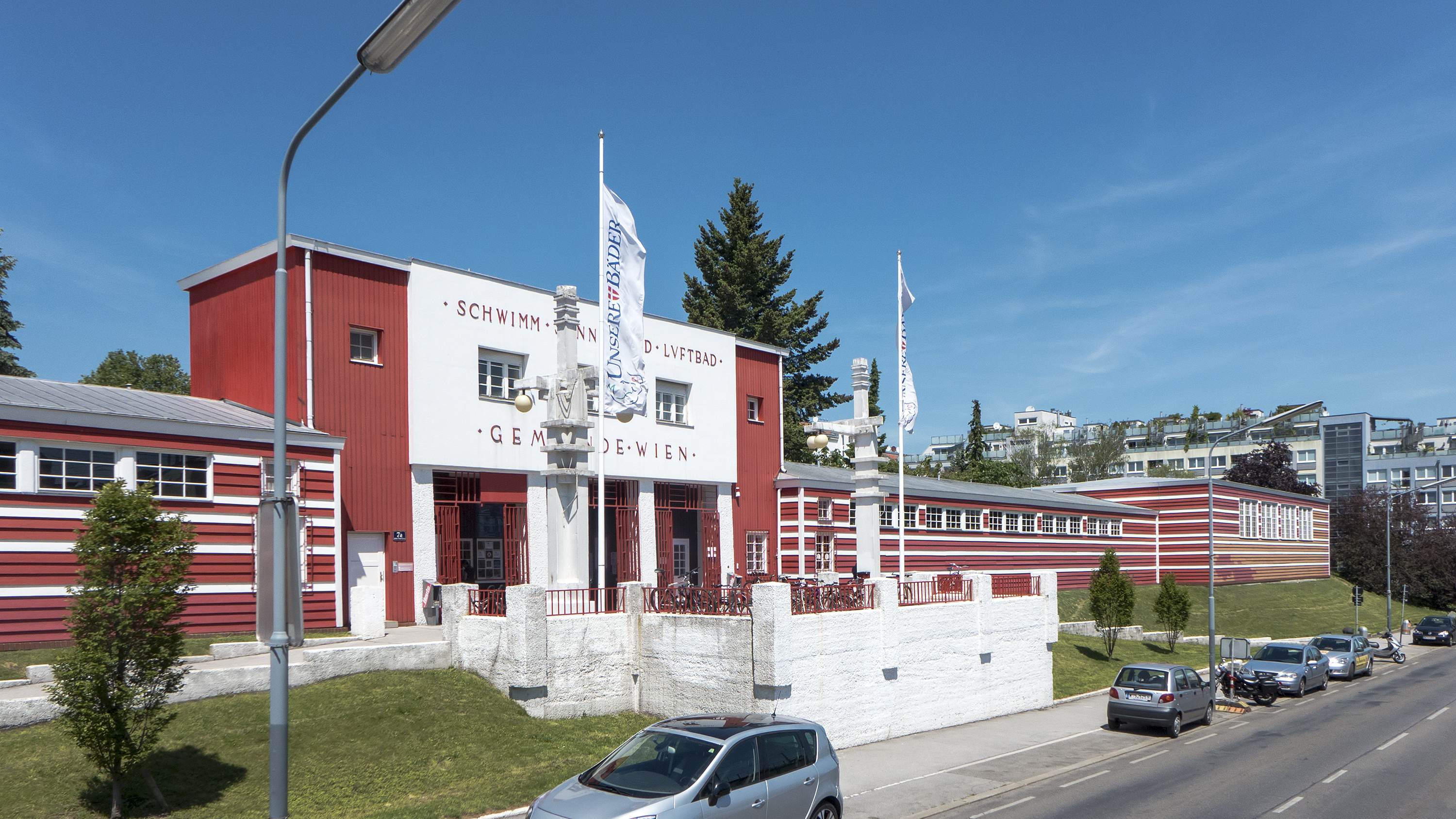
Kongressbad in Wien-Ottakring

- Kongreßbad (Julius-Meinl-Gasse 7a):[13] Am 12. Mai 1928 wurde das „Schwimm-, Sonnen – und Luftbad am Kongreßplatz“[14] eröffnet. Errichtet wurde das Kongreßbad auf einer ehemaligen Sandgrube und Müllgrube im Rahmen eines „außerordentlichen Arbeitsprogramms zur Linderung der Arbeitslosigkeit“ als Ergänzung der Infrastruktur in einem Gebiet, in dem zahlreiche Gemeindebauten wie der Sandleitenhof errichtet wurden. 1928, im Eröffnungsjahr, wurde hier das Auswahlschwimmen für die Olympischen Sommerspiele in Amsterdam abgehalten. Bis nach dem Zweiten Weltkrieg folgten zahlreiche Schwimmkonkurrenzen, aber auch Sprungmeisterschaften vom 10-Meter-Turm.

- Siemens-Bad: Das Siemens-Bad wurde 1928 am Westufer des Unteren Dampfschiffhaufens gegründet. Das heute noch bestehende Bad wurde vom Kultur- und Sportverein der Firma Siemens betrieben.[7]

- Meinl-Bad: Das Meinl-Bad wurde in den 1920er-Jahren unterhalb des Bundesbades Alte Donau von der Firma Julius Meinl AG für Firmenangehörige bis 1993 betrieben.[7]

- Eisenbahner-Bad: Das Eisenbahner-Bad wurde in den 1920er-Jahren oberhalb des Arbeiterschwimmervereins gegründet und besteht heute noch.[7]

- Feuerwehr-Bad: Das Feuerwehr-Bad wurde in den 1920er-Jahren neben dem E-Werke-Bad gegründet. Das für Angehörige der Wiener Feuerwehr zugängliche Bad besteht heute noch.[7]

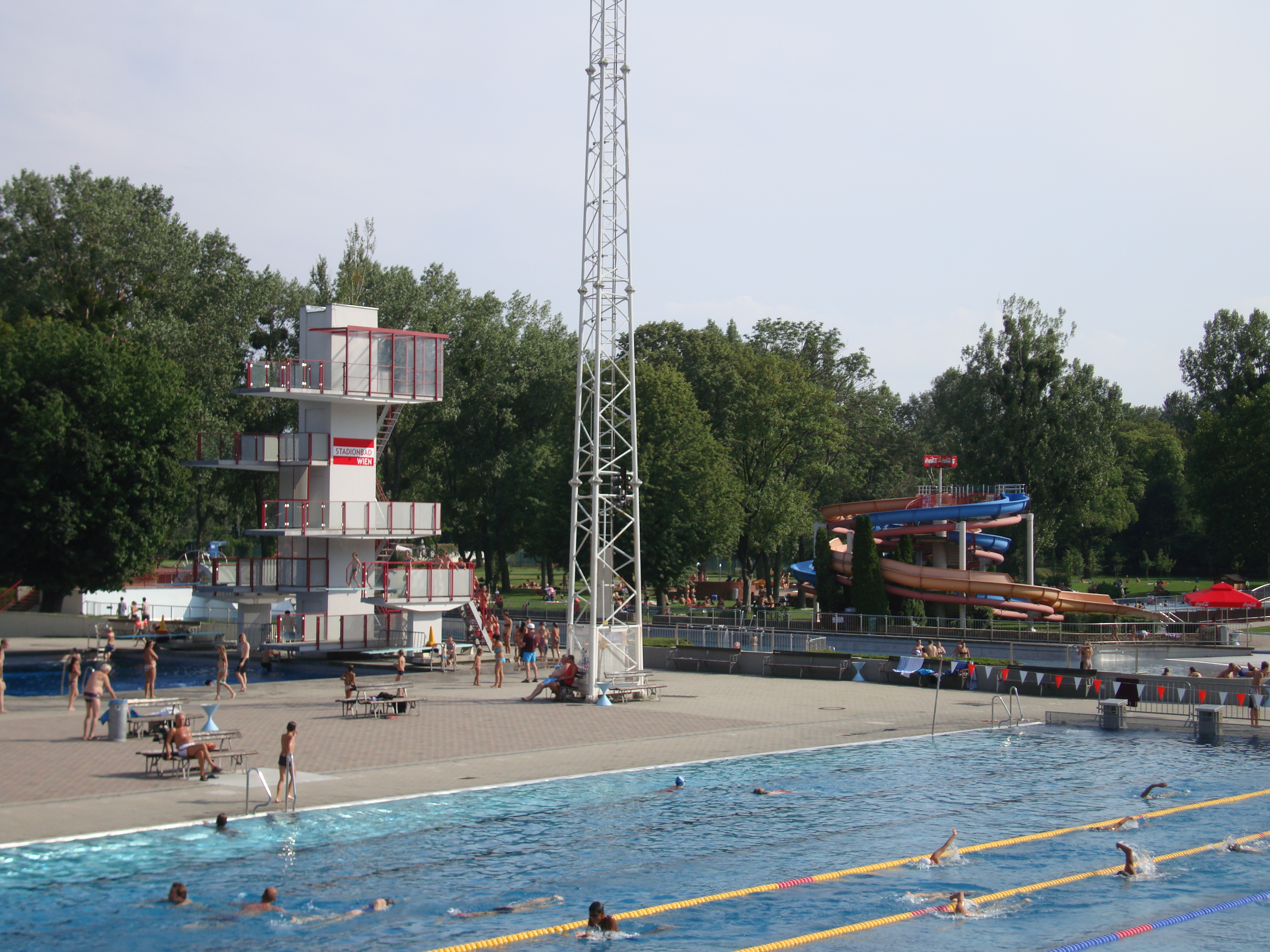
Stadionbad

- StadionbadStadionbad:Das Stadionbad (eröffnet 1931) wurde nach Plänen von Otto Ernst Schweizer erbaut, um gemeinsam mit dem heutigen Ernst-Happel-Stadion und einer dort befindlichen Radrennbahn ein Sportzentrum zu schaffen. Im Eröffnungsjahr fanden hier auch Bewerbe der in Wien abgehaltenen Arbeiterolympiade statt. Heute wird es von der Stadthallenbetriebsgesellschaft verwaltet.[15]
- E-Werke-Bad: Das E-Werke-Bad wurde in den 1930er-Jahren gegründet und besteht heute noch.[7][2]

### 1938 bis 1945
Nach dem Einmarsch der deutschen Wehrmacht und dem darauf folgenden Anschluss an das Dritte Reich wurde Wien um zahlreiche niederösterreichische Gemeinden erweitert, wodurch auch die Zahl der Bäder in Wien stieg. Erbaut wurde unter der Herrschaft der Nationalsozialisten allerdings kein Bad, der jüdischen Bevölkerung Wiens wurde der Bäderbesuch untersagt.
Der während dieser Zeit begonnene Bau des Donau-Oder-Kanals wurde zwar nie fertig gestellt, schuf aber eine weitere Gelegenheit zum Fischen und Baden in freier Natur.
Durch die Luftangriffe und während der Schlacht um Wien wurde eine große Anzahl von Bädern beschädigt.
Nach dem Abschluss des Staatsvertrages 1955 wurden die in Wien eingemeindeten Gemeinden zum Großteil wieder selbständig. Nur einige wenige verblieben bei Wien und damit auch deren Bäder, die in der Verwaltung der Gemeinde Wien blieben.
Beispiele für Bäder dieser Epoche:
- Liesinger Bad (Perchtoldsdorfer Straße 14 – 16): Das Liesinger Bad wurde 1925 von der selbständigen Gemeinde Liesing errichtet und 1930 erweitert. 1951 wurde es von der Gemeinde Wien um ein Volksbad erweitert.

- Hadersdorf-Weidlingau: Das Bad von Hadersdorf verblieb im Eigentum der Gemeinde Wien und wurde 1979/1980 saniert.[2]

### Seit 1945
Wie viele Hallenbäder waren auch viele Sommerbäder durch die Kampfhandlungen am Ende des Zweiten Weltkrieges (Bombardierung der Stadt, Schlacht um Wien) beschädigt worden und mussten instand gesetzt werden. Dies erfolgte in den späten 1940er- und den frühen 1950er-Jahren. In dieser Zeit waren die Bäder im Stadtgebiet, da die Bevölkerung individuell noch nicht motorisiert war, für die Freizeitgestaltung der Städter besonders wichtig.
Das erste neu erbaute städtische Sommerbad der Nachkriegszeit war das 1957–1959 unter Bürgermeister Franz Jonas erstellte Laaerbergbad im 10. Wiener Gemeindebezirk, einem klassischen „Arbeiterbezirk“. Es wurde auf der Anhöhe des Laaer Berges, einem der höchstgelegenen Orte des südlichen Stadtgebiets, in damals großteils unverbauter Umgebung errichtet. Sein Standort erleichterte vor allem den Bewohnern der südlichen Bezirke das Erreichen eines Bades, befanden sich Bäder doch vor allem an der Alten Donau und in den westlichen Bezirken. Einzelne größere Unternehmen wie die damalige Österreichische Länderbank, aber auch Vereine von öffentlich Angestellten wie die Polizeisportvereinigung Wien (Polizeibad an der Alten Donau) errichteten bzw. betrieben Freibäder für ihre Mitarbeiter.
Offenbar besonders große Anziehungskraft auf Wassersportler – egal, ob schwimmend oder in Booten – übte die Donau selbst aus. So sah sich die Stadtverwaltung veranlasst, am 8. Juli 1952 über die „Rathauskorrespondenz“ vor dem Schiffsverkehr auf der Donau zu warnen.

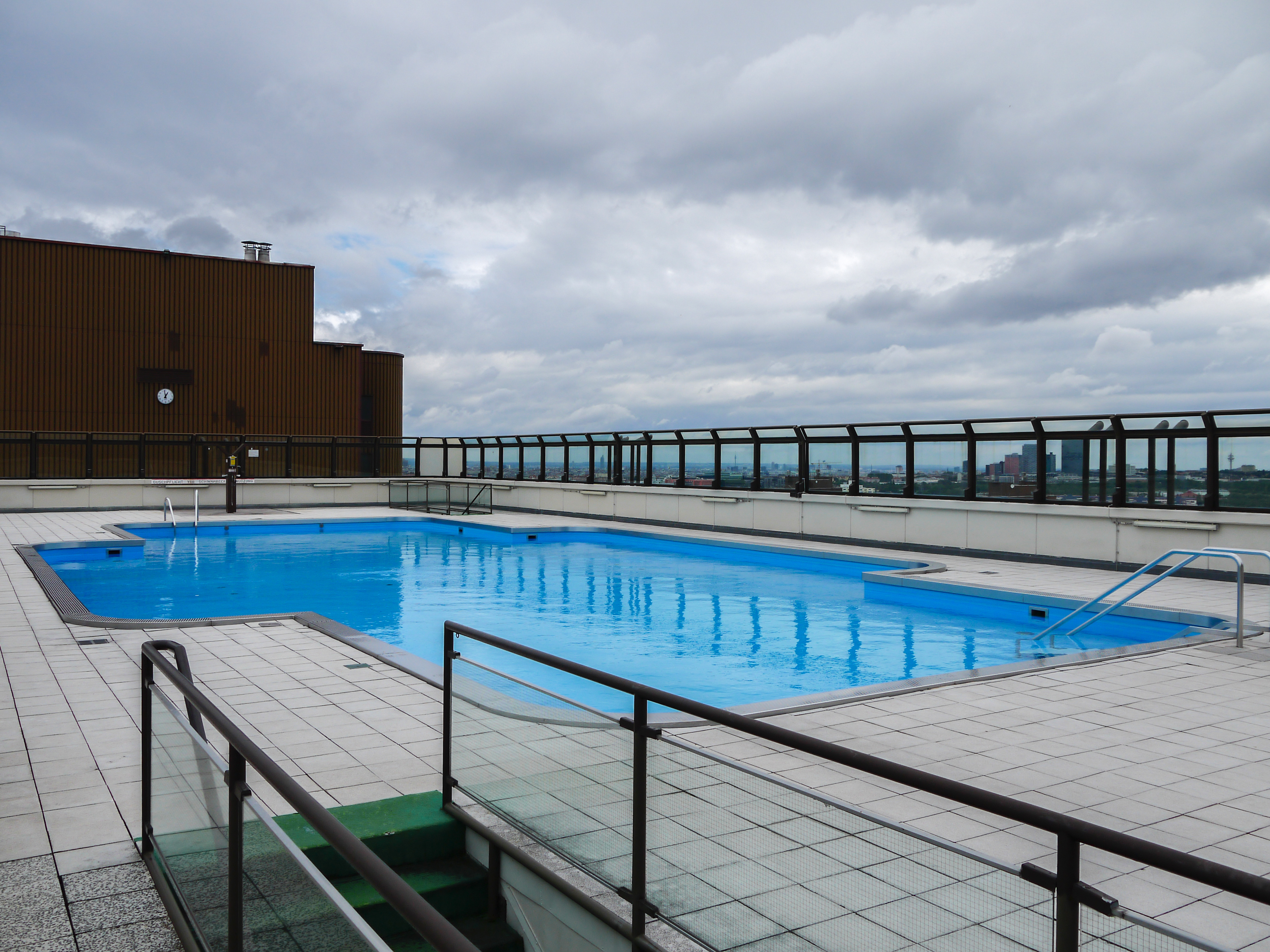
Dach-Freibad im Wohnpark Alt-Erlaa

1968 beschloss die Stadtverwaltung unter Bürgermeister Bruno Marek ein Bäderkonzept, dem zufolge diverse Bezirkshallenbäder entstanden. (Auf dem Freigelände dieser Bäder wurden später Sommerschwimmbecken platziert.) Weiters entstanden in einzelnen Anlagen des sozialen Wohnbaus Schwimmbecken; am bekanntesten wurden die Dachschwimmbäder im Wohnpark Alt-Erlaa im 23. Bezirk, die unter Bürgermeister Leopold Gratz gebaut wurden. 1988 wurde unter Bürgermeister Helmut Zilk die zwecks Hochwasserschutz angelegte Neue Donau fertiggestellt, die zahlreiche gratis benützbare Wildbadeplätze in stehendem Wasser aufweist und sich zur Konkurrenz der Alten Donau mit ihren gegen Eintrittsgeld zugänglichen Schwimmbädern entwickelte.
1979 wurde das Hütteldorfer Bad und 1997 das Baumgartner Bad, beide im 14. Bezirk, geschlossen. Als Ersatz wurde das 1993 von einem privaten Betreiber eröffnete Waldbad Penzing betrachtet, das nach Problemen mit der Betriebsführung 2009 als städtisches Hallenbad Hütteldorf wiedereröffnet wurde. Ein 2006 direkt neben dem Franz-Josefs-Kai im Zentrum Wiens im Donaukanal verankertes (privates) Badeschiff nahm die bis in die Zwischenkriegszeit gepflegte Tradition des Badens im Donaukanal wieder auf; nun wurde allerdings nicht mehr direkt im Fluss, sondern im Schwimmbecken auf dem Schiff gebadet und auch nicht mehr in Donauwasser.
Über die Anzahl fix installierter oder mobiler Plansch- und Schwimmbecken bzw. Schwimmteiche in privaten Gärten liegen keine Angaben vor. Ebenfalls keine Informationen gibt es über die Anzahl an Wohnhausanlagen, die mit Schwimmbecken auf dem Dach ausgestattet wurden.

#### Details zu öffentlichen Bädern (Beispiele)
- Länderbank-Bad: Das Bad wurde 1953 am Kaiserwasser im 22. Bezirk errichtet und 1991 umbenannt in Sportanlage der Bank Austria AG. Das Bad besteht bis heute.[7]
- Berndorf-Bad: Es wurde zu Beginn der 1950er Jahre errichtet und bestand bis 1984.[7]
- Bad der Stadlauer Malzfabrik (STAMAG): Das Bad im 22. Bezirk wurde in den 1950er-Jahren errichtet und besteht bis heute.[7]
- PSO-Naturbad: Das Bad des Psoriatiker-Vereins an der Unteren Alten Donau im 22. Bezirk wurde in den 1960er-Jahren als Bad der Firma Karl Seidl Armaturen gegründet. Die Übernahme erfolgte 1984.[7] Offen steht es nur Psoriatikern, deren Angehörigen und Freunden.[17]
- Schafbergbad: Das städtische Bad im 18. Bezirk wurde 1973 anstelle eines früher privaten Bades eröffnet.[18]
- Höpflerbad: Das städtische Höpflerbad im 23. Bezirk wurde 1979 ebenfalls anstelle eines früheren privaten Bades eröffnet.[18]

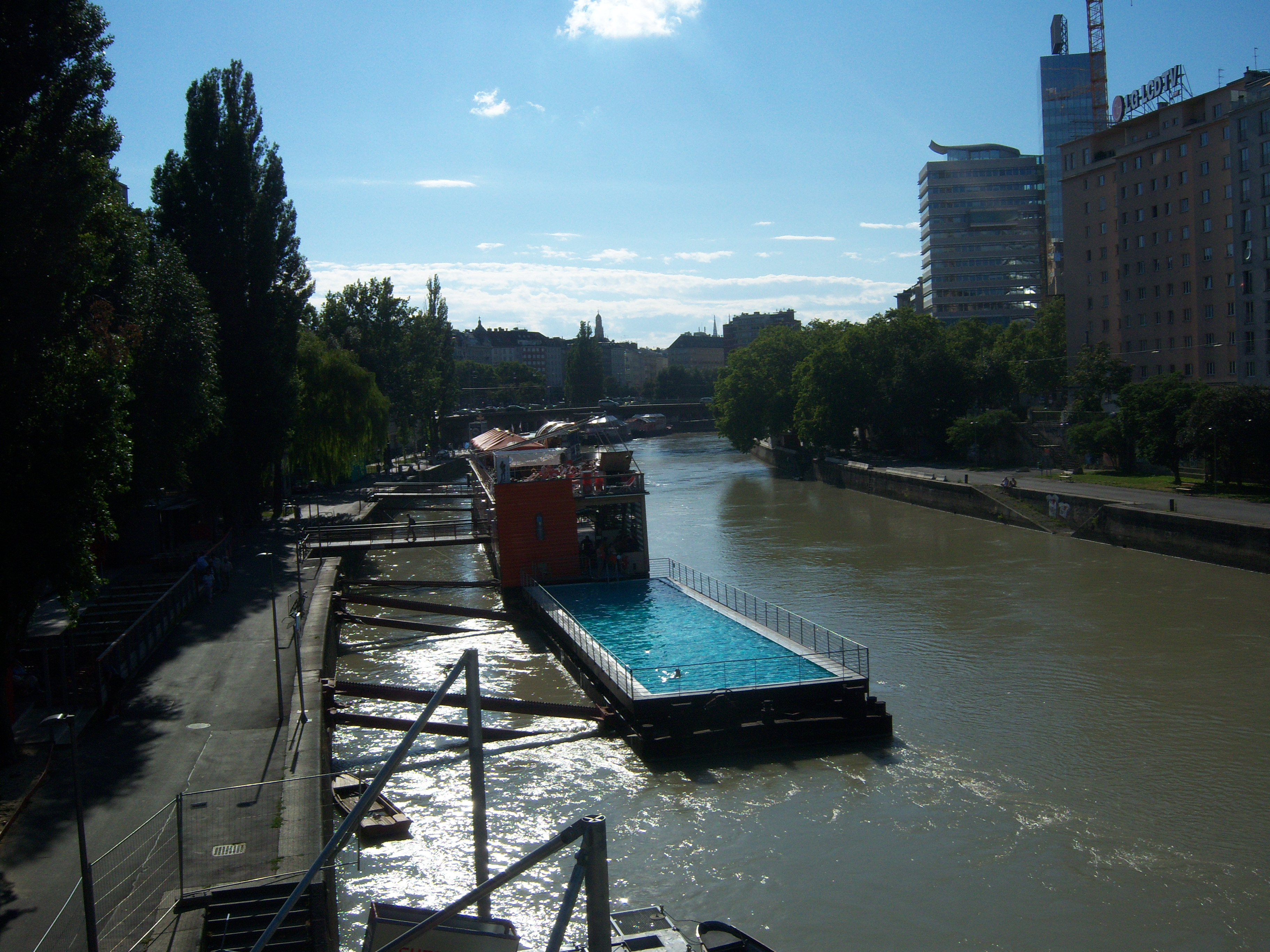
Badeschiff

- Das 2006 eröffnete, privat betriebene Badeschiff am Donaukanal nahe der Aspernbrücke mit Blick zur Urania umfasst zwei fest miteinander verbundene, umgebaute Schubleichter, von denen einer als Freibad mit 27 × 7 m Wasserfläche, der andere mit einem Restaurant, einem Sonnendeck und im Unterdeck mit einem Musikclub eingerichtet ist.

#### Details zu Bädern in Wohnhausanlagen (Beispiele)
- Wohnpark Alt-Erlaa: Die drei Wohntürme im von Harry Glück geplanten Wohnpark Alt-Erlaa im 23. Bezirk verfügen für 24 Stiegen neben Hallenbädern auch über sieben Dachschwimmbäder in rund 70 Meter Höhe.[19]
- Heinz-Nittel-Hof: Der ebenfalls von Harry Glück geplante Bau im 21. Bezirk verfügt über acht Dachschwimmbäder.[20]
- Eine von der städtischen Wohnbaugesellschaft GESIBA errichtete Wohnhausanlage in der Eichenstraße im 12. Bezirk wurde ebenfalls mit einem Schwimmbad auf dem Dach ausgestattet.[21]

## Hallenbäder
Hallenbäder bieten die Möglichkeit, auch während der kalten Jahreszeit oder bei schlechtem Wetter den Schwimmsport auszuüben. Die Stadt Wien überließ deren Errichtung ursprünglich privaten Betreibern. Das erste städtische Hallenbad wurde kurz vor dem Ersten Weltkrieg errichtet, das zweite folgte in der Zwischenkriegszeit. Erst nach dem Zweiten Weltkrieg baute die Gemeinde auch diesen Sektor aus.

### Vor 1875
Mit der Errichtung des Dianabades und des Sophienbades durch private Betreiber nahm die Errichtung von Hallenbädern in Wien ihren Anfang. In beiden Bädern ließ die anfänglich rege Nutzung als Ganzjahresschwimmbad allerdings nach, so dass sie später während der Wintermonate den Bedarf an Veranstaltungshallen deckten. Die der gebotenen luxuriösen Ausstattung entsprechende Preisgestaltung gestattete nur einem gehobenen Publikum den Besuch.
Beispiele für Bäder dieser Epoche:

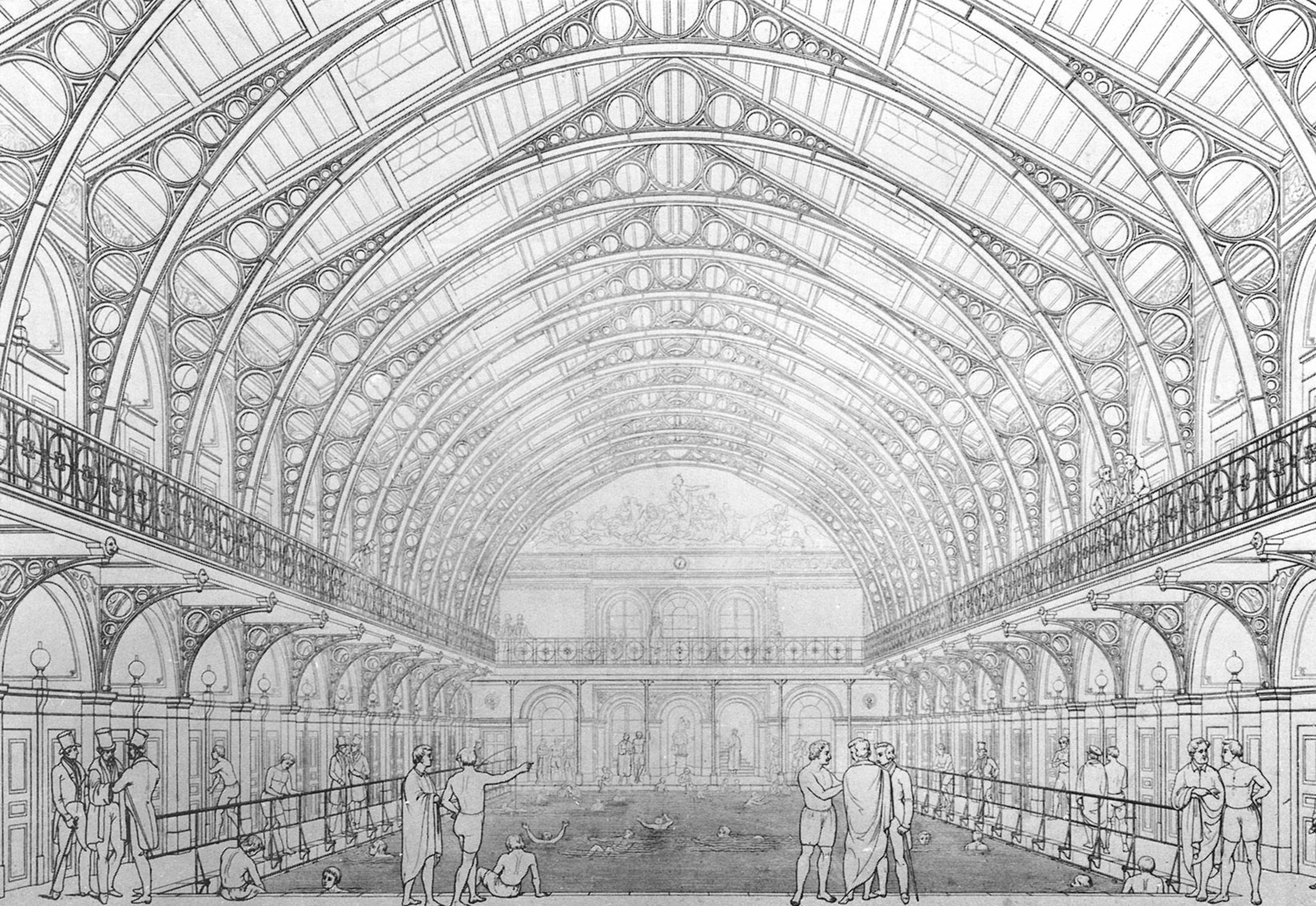
Innenansicht des Dianabades

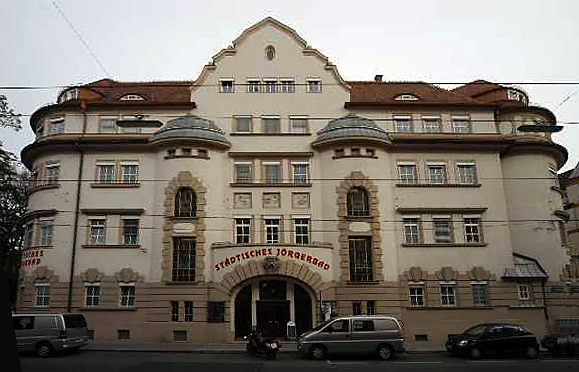
Jörgerbad

- 1808: Das Dianabad im 2. Wiener Gemeindebezirk Leopoldstadt wurde zwischen 1808 und 1810 ursprünglich als Badehaus mit Wannenbad errichtet. Durch Um- und Neubauten entstand ein Hallenbad, das seiner Preisgestaltung wegen nur von der Oberschicht genutzt werden konnte. Rund 20 Jahre lang wurde das ansonsten privat geführte Bad von der Stadt Wien geleitet.

- 1818: Das Esterházy-Bad (Gumpendorfer Straße 59 / Luftbadgasse 12) wurde 1818 von Karl Ehmann neu errichtet und in den Jahren 1857 und 1868 umgebaut. Zur Ausstattung gehörten Wannenbäder und ein im Winter beheizbares Schwimmbad.[1]

- 1838: Das Sophienbad wurde 1838 als russisches Dampfbad errichtet und später zu einem Schwimmbad umgebaut. Während der ersten Jahre wurde es ganzjährig als Schwimmbad genutzt, später nur noch während der Sommermonate. Im Winter wurde das Schwimmbecken abgedeckt und als Ballsaal genutzt. Die Nutzung als Schwimmbad trat immer mehr in den Hintergrund.

- 1855: Leopoldstädter Bad: Das Leopoldstädter Bad wurde 1855 errichtet.[1]

- 1872: Margaretenbad: Das Margaretenbad wurde 1872 errichtet.[1]

- 1873: Das Römische Bad in der Kleinen Stadtgutgasse 9 beim Praterstern (Leopoldstadt) wurde anlässlich der Weltausstellung 1873 eröffnet und war bis 1953 in Betrieb.

### 1875 bis 1918
- Central-Bad oder Kaiserbründl: Das Central-Bad wurde 1889 errichtet und ging 1905 in öffentlichen Besitz über. Das ursprünglich für Männer und Frauen zugängliche Bad wird heute nur noch als Männerbad geführt und wird als schönstes Schwulen-Bad Europas bezeichnet.[22]

- Jörgerbad: Das zwischen 1912 und 1914 als Kaiser Franz Joseph-Bad errichtete Wannen-, Dampf- und Hallenschwimmbad war das erste von der Stadt Wien errichtete Hallenbad. Es ist das älteste bestehende Hallenbad in Wien.

### 1918 bis 1938
Der Erste Weltkrieg verhinderte zunächst den Bau weiterer Hallenbäder. Neben dem Bau eines einzigen Hallenbades setzte die Stadtverwaltung bei den Bädern vor allem auf die Errichtung von Sommerbädern.
- Amalienbad (Reumannplatz): Die Stadt Wien – unterdessen ein eigenes Bundesland mit Steuerhoheit und sozialdemokratisch regiert – errichtete zwischen 1923 und 1926 in Favoriten das Amalienbad als einziges städtisches Hallenbad in dieser Periode.

### 1938 bis 1945
Die Zeit der nationalsozialistischen Herrschaft in Österreich brachte Wien keine weiteren Hallenbäder. Während des Zweiten Weltkriegs wurden zahlreiche Hallenbäder beschädigt und vorübergehend unbenutzbar.

### Seit 1945

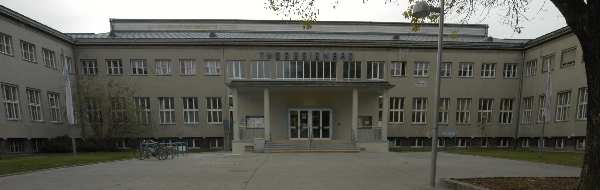
Theresienbad

In den Jahren nach dem Zweiten Weltkrieg bestand die Hauptarbeit der zuständigen Stellen darin, die beschädigten Bäder wieder benutzbar zu machen. Mit der Fertigstellung der Überdachung des Schwimmbeckens des Theresienbades im Jahr 1965 entstand zwar kein neuer Standort für ein Schwimmbad, wohl aber Wiens erstes Hallenbad der Nachkriegszeit.
Mit dem steigenden Wohlstand und sich wandelndem Freizeitverhalten änderten sich auch die Ansprüche der Bevölkerung an die Bäder und deren Ausstattung.
- Floridsdorfer Bad: Das Hallenbad Floridsdorf wurde zwischen 1963 und 1967 mit einer Schwimmhalle, Kinder- und Kleinstkinderbecken und sechs Sportbecken, Wannen- und Dampfbädern sowie Saunen erbaut.

Das Bäderkonzept 1968 sah vor allem die Errichtung von Hallenbädern, den so genannten Bezirksbädern, vor. Für diese Bäder wurde von Friedrich Florian Grünberger ein einheitliches Ausstattungskonzept mit einem Schwimmbecken von 25 × 12,5 Metern, einem Lehrschwimmbecken und einem Kinderbecken ebenso vorgegeben wie der zusätzliche Einbau von Saunaanlagen und Restaurants.

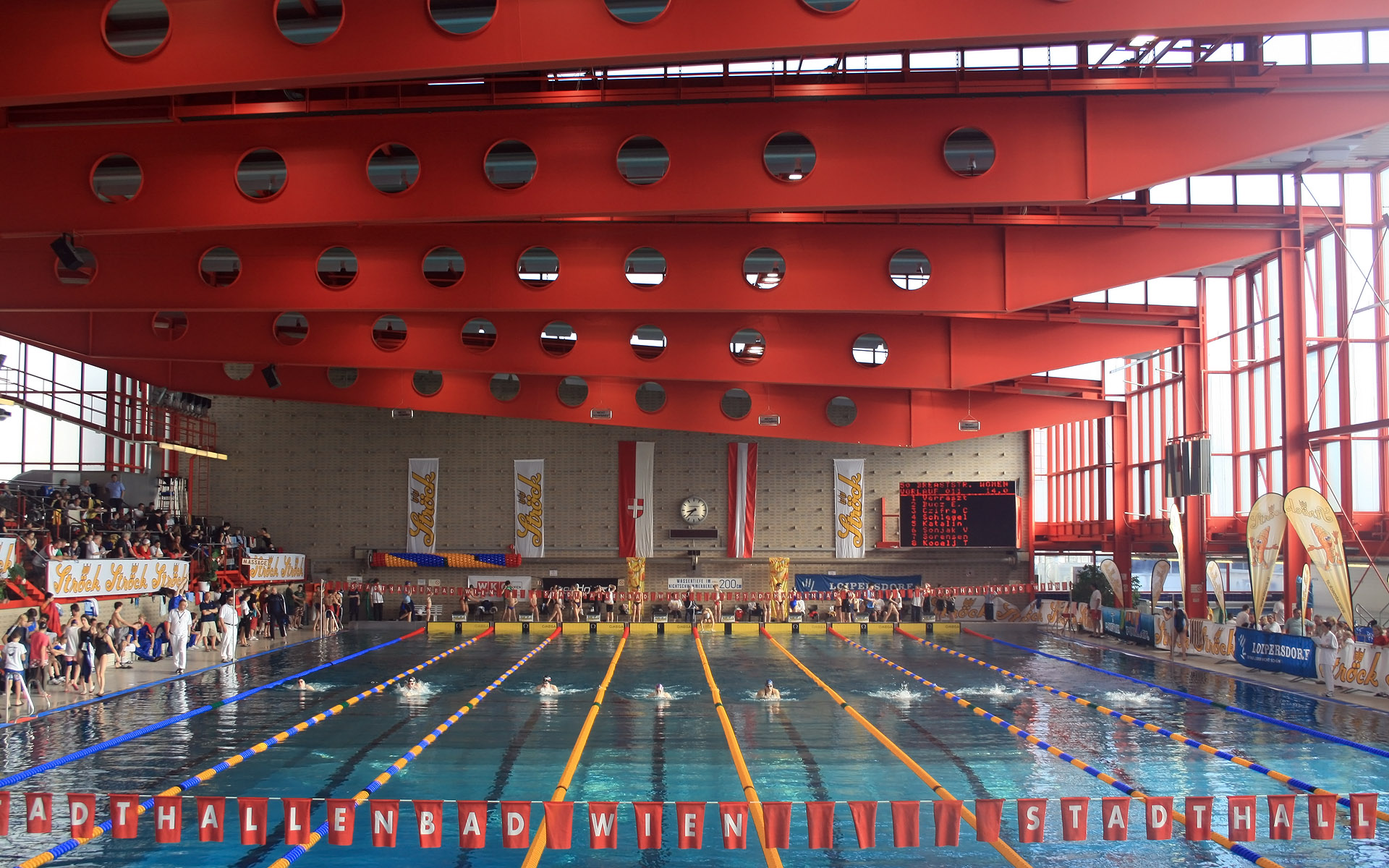
Stadthallenbad (2007)

- Stadthallenbad: eröffnet 1974 mit den Schwimmeuropameisterschaften[23] als einziges Hallenbad der Stadt mit einem 50 Meter langen Schwimmbecken.[24] Das Stadthallenbad wird – obwohl es im Eigentum der Stadt Wien steht – nicht von der MA 44 – Bäder, sondern der MA 51 verwaltet und von der Wiener Stadthalle Betriebs- und Veranstaltungsgesellschaft geführt. Ab Mai 2010 wurde das Stadthallenbad generalsaniert, die ursprünglich geplante Eröffnung im Herbst 2011 verzögerte sich aufgrund eines Bauskandals bis 30. Juni 2014.[25]

- Hietzinger Bad: eröffnet August 1978, 1979 wurde ein angeschlossenes Sommerbad eröffnet

- Simmeringer Bad: eröffnet September 1978, 1990 wurde es um ein Sommerbad erweitert.

- Döblinger Bad: eröffnet Dezember 1978, 1988 wurde es um ein Sommerbad erweitert.

Aufgrund bisher gemachter Erfahrungen mit den bereits in Betrieb befindlichen Bädern wurden bei den Bezirksbädern der zweiten Ausbaustufe ein zusätzliches Schwimmbecken sowie weitere Einbauten wie Solarien errichtet.
- Donaustädter Bad: eröffnet Oktober 1982, 1983 wurde es um ein Sommerbad erweitert.

- Brigittenauer Bad: eröffnet April 1983. Aus Platzgründen konnte es um kein Sommerbad, sondern nur um eine Liegewiese erweitert werden. Zusätzlich errichtet wurde hier aber ein Brausebad mit 18 Einzelkabinen als Ersatz für das Volksbad in der Treustraße, welches geschlossen wurde.

- Bad in der Großfeldsiedlung: eröffnet 1984, ebenfalls mit einem Sommerbad kombiniert.

- Hallenbad Hütteldorf: Das Hallenbad Hütteldorf ist ein im Besitz der Stadt Wien stehendes Hallenbad, das jahrelang von einem privaten Betreiber unter dem Namen Waldbad Penzing geführt wurde. Nach der Insolvenz der Tropicana Bäderbetrieb und Freizeitanlagen GmbH im Mai 2008 wurde es von der Stadt Wien übernommen und saniert. Die Neueröffnung erfolgte am 17. Dezember 2009 durch die MA 44.

- Badehaus Sargfabrik (Goldschlagstraße 169): Das Badehaus Sargfabrik ist Bestandteil der Gemeinschaftseinrichtungen des 1996 eröffneten Wohn- und Kulturprojektes Sargfabrik und steht neben Bewohnern auch einer begrenzten Zahl an Clubmitgliedern rund um die Uhr offen. Darüber hinaus gibt es öffentlich zugängliche Badeveranstaltungen.[26]

Über die Anzahl von Schwimmbecken und Hallenbädern in Privathäusern, Wohnhausanlagen oder Beherbergungsbetrieben liegen keine Angaben vor.

## Bäder für spezifische Zwecke

### Kinderfreibäder (Familienbäder)

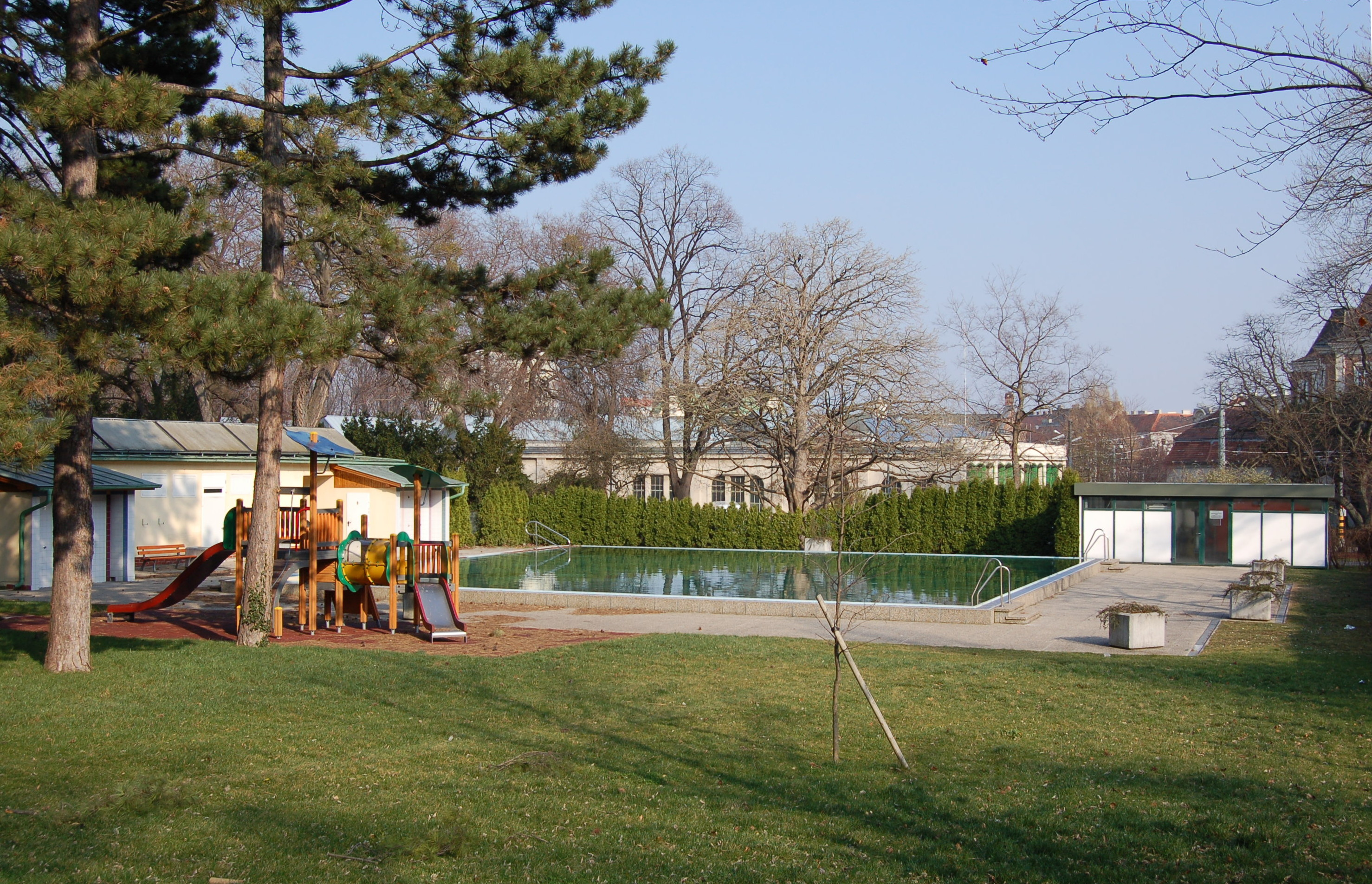
Familienbad im Währinger Park

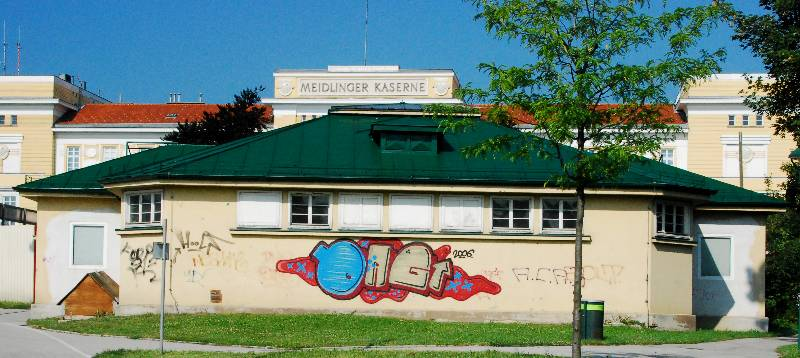
Ehemaliges Kinderfreibad Ruckergasse in Meidling

Bereits 1917 wurde eines der Rückhaltebecken des Retentionsbecken Auhof zur kostenlosen Benützung als Kinderfreibad freigegeben. Nach dem Ersten Weltkrieg entstanden die Kinderfreibäder als neuer Bädertyp. Durch den Aufenthalt der Kinder im Freien sollte der Rachitis sowie Lungenkrankheiten vorgebeugt werden.
Das erste echte Kinderfreibad entstand 1919 im Auer-Welsbach-Park. Nach den Rückschlägen, die durch die Zerstörungen des Zweiten Weltkriegs verursacht wurden, erreichte 1972 die Zahl der Kinderfreibäder mit 32 derartiger Anlagen ihren Höchststand.
Durch die zunehmende Motorisierung kamen zahlreiche Kinderfreibäder an verkehrsreichen Straßen zu liegen, wo der ursprüngliche Erholungswert nicht mehr erzielt werden konnte, bauliche Mängel und durch ein geändertes Freizeitverhalten sinkende Besucherzahlen hatten die Schließung zahlreicher Bäder zur Folge. Die verbliebenen Kinderfreibäder wurden renoviert und – da nun auch die Begleitung der Kinder durch Erwachsene gestattet worden war – in Familienbad umbenannt.

### Baden zur Hygiene und Körperpflege
Wann in Wien mit der Errichtung von Badezimmern im privaten Wohnbereich begonnen wurde, ist nicht bekannt. Dass dies allerdings nur den finanzstarken Gesellschaftsschichten möglich war, kann als sicher angenommen werden. Dem Großteil der Wiener Bevölkerung blieb nur die Katzenwäsche mit dem Lavoir.
Einer der Vorläufer der späteren Volksbäder war das 1843 errichtete und 1961 abgerissene Karolinenbad im 6. Wiener Gemeindebezirk.

Lau- und Kaltwasserbecken im ehemaligen Römischen Bad (in Betrieb 1873–1953)

Um diesen hygienischen Missstand zu beheben, beschloss die Wiener Stadtverwaltung die Errichtung von Volksbädern. Das erste von ihnen wurde am 22. Dezember 1887 in der Mondscheingasse eröffnete. Hier war es 42 Männern und 24 Frauen gleichzeitig möglich, in getrennten Brause- und Umkleideräumen Körperpflege zu betreiben. Simon Baruch, der berühmte Pionier auf dem Gebiet der Hydrotherapie und Begründer des Öffentlichen Badewesens von New York nahm dieses Bad zum Vorbild für die öffentlichen Badeanstalten ebenda.
Ebenfalls den Volksbädern zurechnen lässt sich das Römische Bad. Dieses wurde 1873 in der Kleinen Stadtgutgasse eröffnet und ist im Innern trotz seiner Schließung 1953 zu einem Gutteil bis heute (2012) erhalten. Trotz luxuriöser Ausstattung und prominenter Gäste (Kaiser Pedro III. von Brasilien, Schah Nassir ed-din, Kaiser Franz Joseph I.) gestattete die Preispolitik der Betreiber auch der breiten Masse den Zutritt. Nach dem Zweiten Weltkrieg kam es zur Schließung.
Auch verschiedene Großbetriebe wiesen gerne darauf hin, dass sie – vor allem an neuen Standorten – ihren Bediensteten auch Bade- und Duschgelegenheiten zur Verfügung stellen, so etwa bei der Errichtung des Gaswerks Leopoldau.
In der Zeit bis zum Ersten Weltkrieg entstanden weitere 18 solcher Badeanlagen, die im Jahr 1914 rund 3,5 Millionen Mal aufgesucht wurden. Frauen machten rund 30 Prozent des Besucheraufkommens aus. Die großen Besuchermassen überforderten häufig das Leitungssystem, so dass das Wasser nur schwach aus den Duschen floss. Dieser Übelstand brachte den Volksbädern den Spitznamen „Tröpferlbad“ ein. Pirron und Knapp machten sich nach dem Zweiten Weltkrieg in einem ihrer Lieder über die dort herrschenden Zustände lustig.

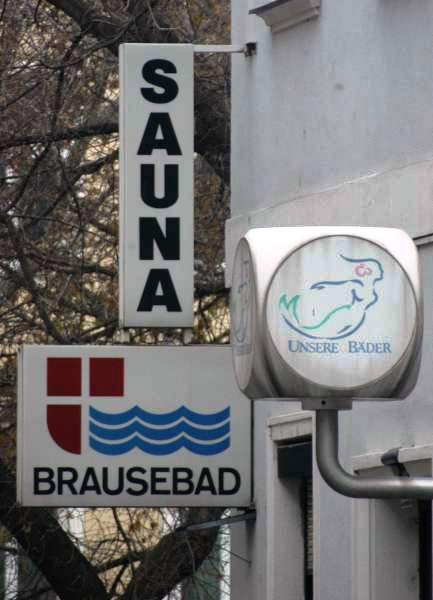
Sauna- und Brausebad am Einsiedlerplatz

Nach dem Ersten Weltkrieg startete die sozialdemokratische Stadtverwaltung mit den Gemeindebauten ein international beachtetes Wohnbauprogramm. Aus Kostengründen war es aber nicht möglich, die Wohnungen mit eigenen Badezimmern auszustatten. Zum Ausgleich für diesen Mangel wurden in den größeren Wohnhausanlagen Gemeinschaftsbadeanlagen ähnlich den Volksbädern errichtet und der Ausbau der städtischen Bäder brachte auch eine Erweiterung des Angebots an Brause- und Wannenbädern. Im Rahmen der Steuerhoheit, die Wien als unterdessen selbstständiges Bundesland erlangt hatte, wurden verschiedene Luxussteuern – etwa auf Dienstmädchen oder Kraftfahrzeuge – eingeführt. Eine weitere solche Steuer betraf Badezimmer.
Zusätzlich wurden an städtischen Volks- und Bürgerschulen sowie über Fürsorgevereine jährlich 300.000 Freikarten für städtische Volksbäder ausgegeben.
Mit dem Einbau von Badezimmern in den Gemeindewohnungen wurde zwar schon nach 1945 begonnen. Der Druck, rasch viele Wohnungen zu schaffen, erlaubte es allerdings nicht, die Räume auch ihrer Bestimmung entsprechend auszustatten. Ab 1951 wurde mit dem Einbau von Brausenischen und Gasautomaten zur Warmwasserbereitung begonnen. Ab 1952 wurden die Mieter über die Wiener Stadtwerke – Gaswerke und von der Stadt Wien dabei unterstützt, die Badezimmer mit Wannen und so weiter nachzurüsten. 1953 wurde diese Aktion auch auf private Wohnhäuser ausgedehnt. Ungefähr ab 1958 wurden die Badezimmer in den Gemeindebauten mit Badewannen ausgestattet. Bad und Küche wurden verfliest.

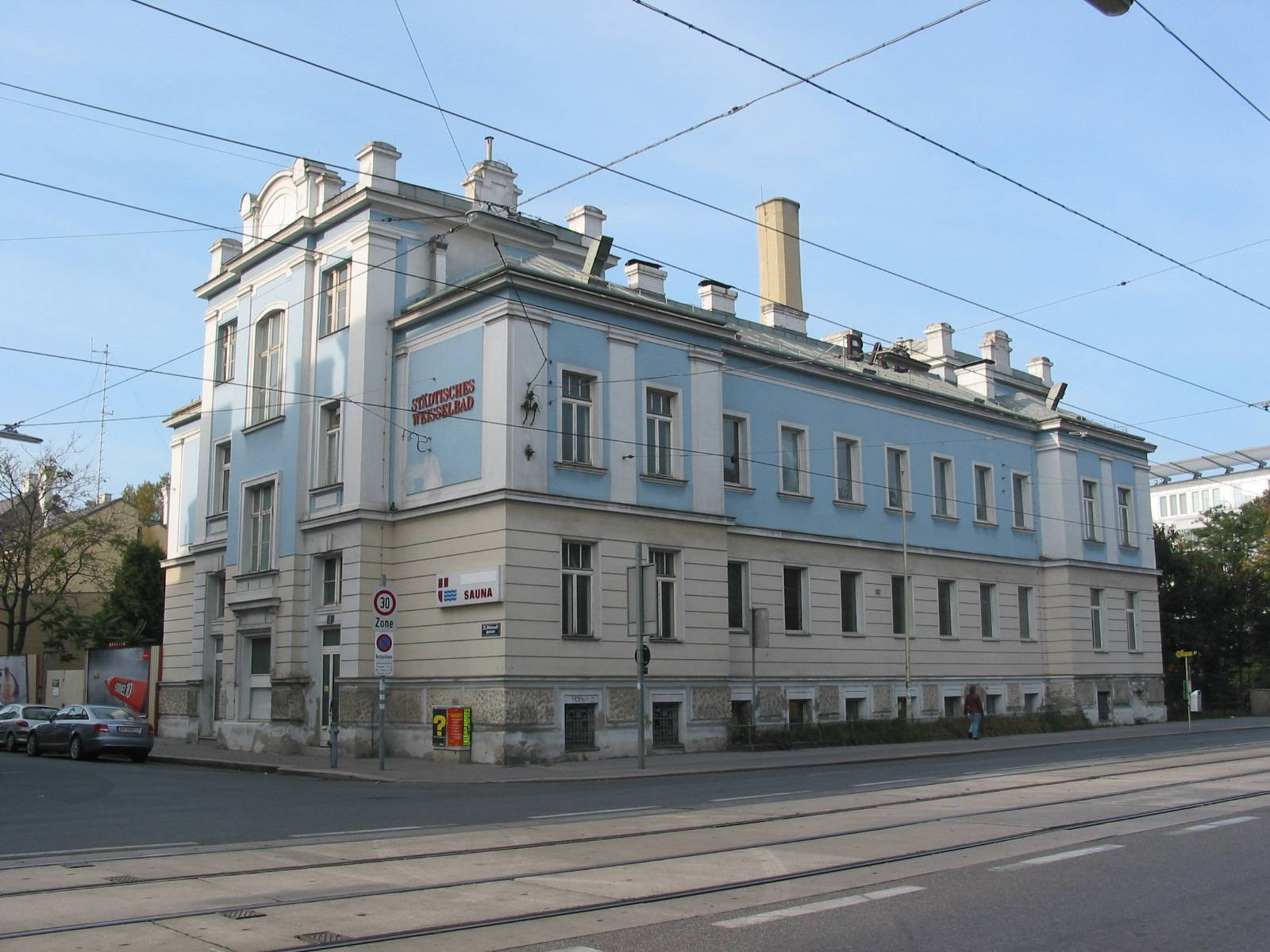
Das 2004 geschlossene Weisselbad

Bei der letzten Gebäude- und Wohnungszählung im Jahr 2001 wurden 910.745 Wohnungen erfasst. Über 90 Prozent dieser Wohnungen verfügten über Bad und WC. 1991 waren es rund 83 Prozent.
Ältestes noch in Betrieb befindliches Volksbad in Wien ist das als Volksbad V am 4. August 1890 eröffnete Einsiedlerbad in Margareten, Einsiedlerplatz 18. Nach Umbenennung 1979 wurde das Tröpferlbad im selben Jahr um eine Saunaanlage erweitert. 2008 erfolgte eine Renovierung. Kurz und bündig fiel dafür am 1. Oktober 2004 die Mitteilung der Wiener Rathauskorrespondenz aus, dass das Weisselbad in Floridsdorf wegen des technischen und baulichen Zustandes am 30. September 2004 seinen Betrieb einstellte. Ein ähnlich unrühmliches Ende nahm auch das Ratschkybad im 12. Wiener Gemeindebezirk. Während es auf der Homepage der MA 44 – Bäder offiziell als „derzeit geschlossen“ geführt wird, wurde es von der MA 69 – Liegenschaftsverwaltung bereits zum Verkauf ausgeschrieben.
So gut wie unbekannt ist der Umstand, dass zumindest zwei öffentliche Bedürfnisanstalten in Wien auch über Bademöglichkeiten verfügten, nämlich die Bedürfnisanstalt in der 1964 fertiggestellten Albertinapassage, einer Fußgängerpassage unter der Wiener Ringstraße und in der 1966 fertiggestellten Fußgängerpassage unter der Kreuzung Mariahilfer Straße / Getreidemarkt. Beide Bedürfnisanstalten verfügten über je zwei Badekabinen.
Das vermutlich berühmteste private Badezimmer war jenes des Architekten Otto Wagner in der Köstlergasse 3. Seine Bekanntheit verdankt dieses Bad einer Badewanne aus Glas, einem für die damalige Zeit ungewöhnlichen Material. 1898 war dieses Bademöbel auf der Kaiserjubiläumsausstellung in Wien zu sehen.

### Kurbäder

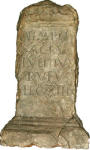
Der Nymphenstein im Bezirksmuseum Meidling

Ein im Bezirksmuseum Meidling ausgestellter römischer Opferstein weist darauf hin, dass bereits den Römern heilkräftige Quellen in Wien bekannt waren.
Vor allem in der Zeit des Vormärz entwickelten sich verschiedene Wasserkuren, Hydrotherapien und Kaltwasseranwendungen zu einer Art Alternativmedizin, die anfangs von der Mehrheit der Mediziner abgelehnt wurde, mit der steigenden Zahl der Heilerfolge später aber doch zunehmend akzeptiert wurde.
Eine der ersten Institutionen, die ihren Angehörigen – allerdings nur den Mannschaftsangehörigen der zahlenmäßig kleinen Wiener Zivil-Polizeiwache – erholendes und kurierendes Baden in der Donau durch teilweise Übernahme der Kosten zugänglich machte, war kurioserweise jene Wiener Polizei, die wild badende Personen aus dem Verkehr zu ziehen hatte.
Neben jenen Bädern, die sich auf die heilende Anwendung von Wasser spezialisierten, wurden Medizinalbäder auch in anderen Bädern angeboten wie etwa im Dianabad, dem Römischen Bad oder dem Esterházybad.
- Brünnlbad: Erstmals wurde 1391 das so genannte Goldbrünnlbad genannt. 1795 wurde an seinem Standort in der heutigen Lazarettgasse 16 ein Neubau errichtet, der sich des mineralhaltigen Wassers wegen zu einem Kurzentrum entwickelte, in dem ab 1860 Wiens erste Kaltwasserheilanstalt eingerichtet wurde. Da die Quelle wanderte, musste 1898 das Brünnlbad an einem neuen Standort in der Borschkegasse 4 neu erbaut werden. 1957 wurde das Bad geschlossen.[18]

- Heilbäder in Döbling: Das älteste der Heilbäder in Döbling entwickelte sich aus einem Tümpel, dessen Wasser heilkräftige Wirkung nachgesagt wurde. Die Quelle wurde von einem Anrainer gefasst und in ein Badehaus geleitet. Nachdem ein Gutachten 1784 bestätigt hatte, dass dieses Wasser tatsächlich über Heilwirkung verfügte, wurde das Badehaus zu einem öffentlichen Heilbad ausgebaut. Nachdem die Quelle versiegt war, wurde das Bad von der Stadt Wien 1900 erworben, abgerissen und an seiner Stelle der Heiligenstädter Park angelegt. Das Oberdöblinger Bad in der Döblinger Hauptstraße entstand aus einer 1814 errichteten Badehütte, die 1821 zu einem öffentlichen Bad, das vor allem gegen Rheumatismus wirksam sein sollte. Prominentester Gast in den Döblinger Bädern war Ludwig van Beethoven. Er erhoffte sich hier die Heilung seines Gehörleidens.[18]

- Pfannsches Bad: Neben dem heutigen Theresienbad, welches nicht weit entfernt ist, war das Pfannsche Bad gegenüber dem Meidlinger Markt in der Niederhofstraße das zweite Heil- und Thermalbad im 12. Wiener Gemeindebezirk Meidling. 1820 erhielt Josef Pfann gegen den Widerstand der Betreiber des Theresienbades die Genehmigung, die auf seinem Grundstück befindliche schwefelhaltige Quelle wirtschaftlich zu nutzen. Sinkende Besucherzahlen zwangen zur Schließung des Schwimmbads im Jahr 1896. Weitergeführt wurden lediglich die medizinischen Bäder und physikalische Therapien. In den 1970er-Jahren erwarb die Stadt Wien die unterdessen heruntergekommene Anlage, ließ sie abreißen und an seiner Stelle den Hermann-Leopoldi-Park[44] und das Anton-Benya-Haus als soziales Zentrum errichten.[45]

- Therme Wien: 1934 wurde bei der Suche nach Erdöl in Oberlaa im 10. Wiener Gemeindebezirk Favoriten eine heiße Schwefelquelle angebohrt. Da an diesem Fund kein Interesse bestand, wurde das Bohrloch wieder verschlossen. 1965 wurde diese Bohrung zunächst wieder gesucht und am 20. Dezember 1968 die Heilquelle Oberlaa Kurbetriebsges. m. b. H. gegründet. Der provisorische Kurbetrieb wurde am 2. Oktober 1969 aufgenommen.[46] Im Herbst 2008 begann der Neubau der Therme Wien, um die Wasserfläche zu verdoppeln und um auch so neue Zielgruppen zu erschließen.[47] Zwei Jahre später wurde die Therme Wien wiedereröffnet und gehört seither zu einer der modernsten Stadtthermen Europas. Die Therme erstreckt sich über eine Gesamtfläche von 75.000 m². Davon sind ca. 4.000 m² Wasserfläche und rund 3.000 m² Saunaareal.[48]

### Mikwa
Der Zweck der Mikwaot ist nicht das Erlangen der hygienischen, sondern der rituellen Reinheit. Als rituell unrein gilt nach jüdischer Tradition zum Beispiel Blut oder das Berühren von Toten. Ein weiterer Anlass, in der Mikwe unterzutauchen, ist der Übertritt zum Judentum, was sowohl für Männer als auch Frauen Bedingung für eine gültige Gijur ist.
Zu den ältesten bekannten Standorten zählt das Haus „Zum großen Jordan“ am Judenplatz, welches um 1520 an Stelle der früher dort befindlichen Mikwe des Wiener Ghettos errichtet wurde. Ein weiterer ehemaliger Standort befindet sich in der Kleeblattgasse.
Derzeit befinden sich Mikwen in der Tempelgasse, am Fleischmarkt und in der Czerningasse.

## Naturbadeplätze und FKK

### Naturbadeplätze

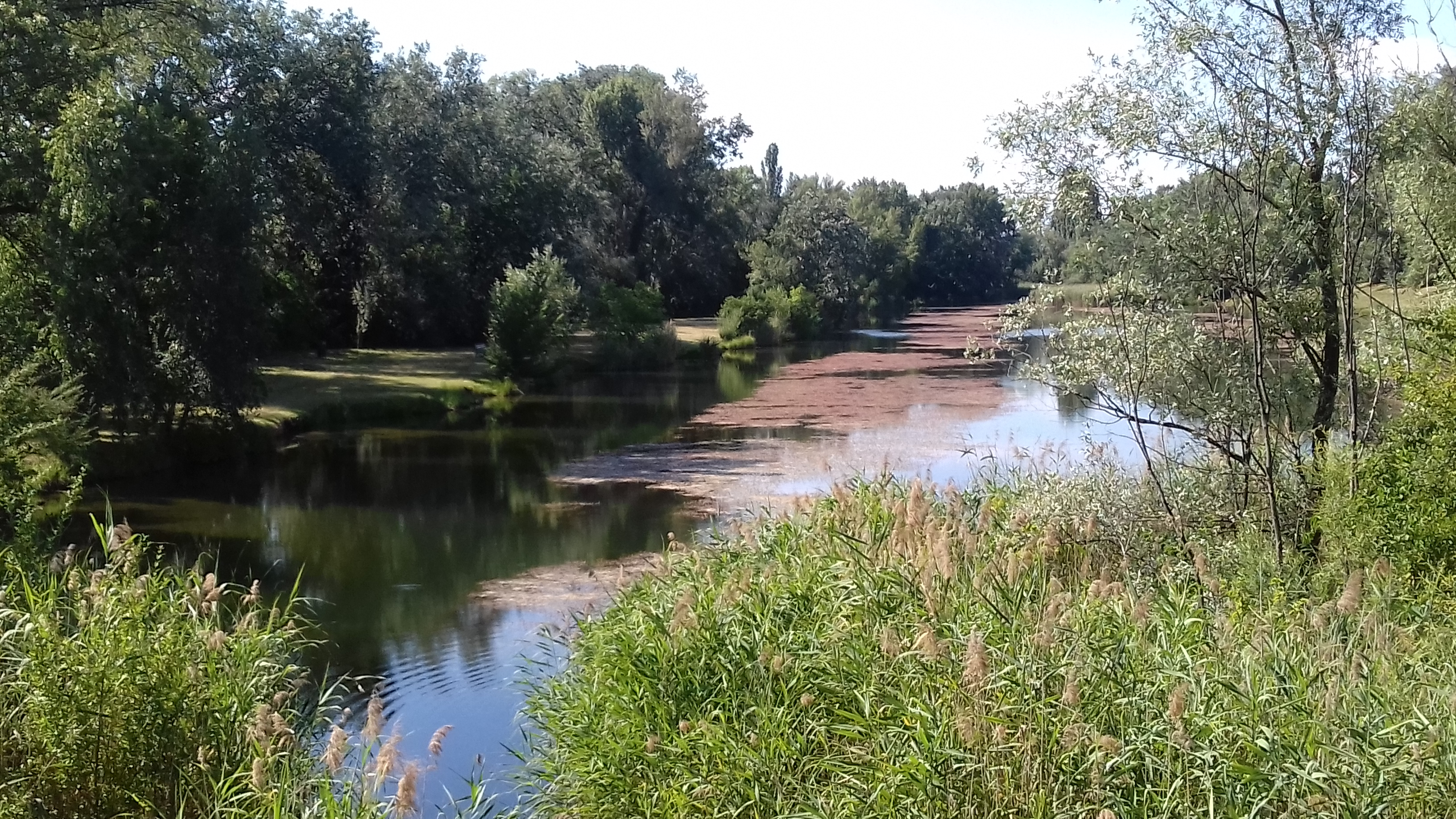
Das Mühlwasser beim Biberhaufenweg

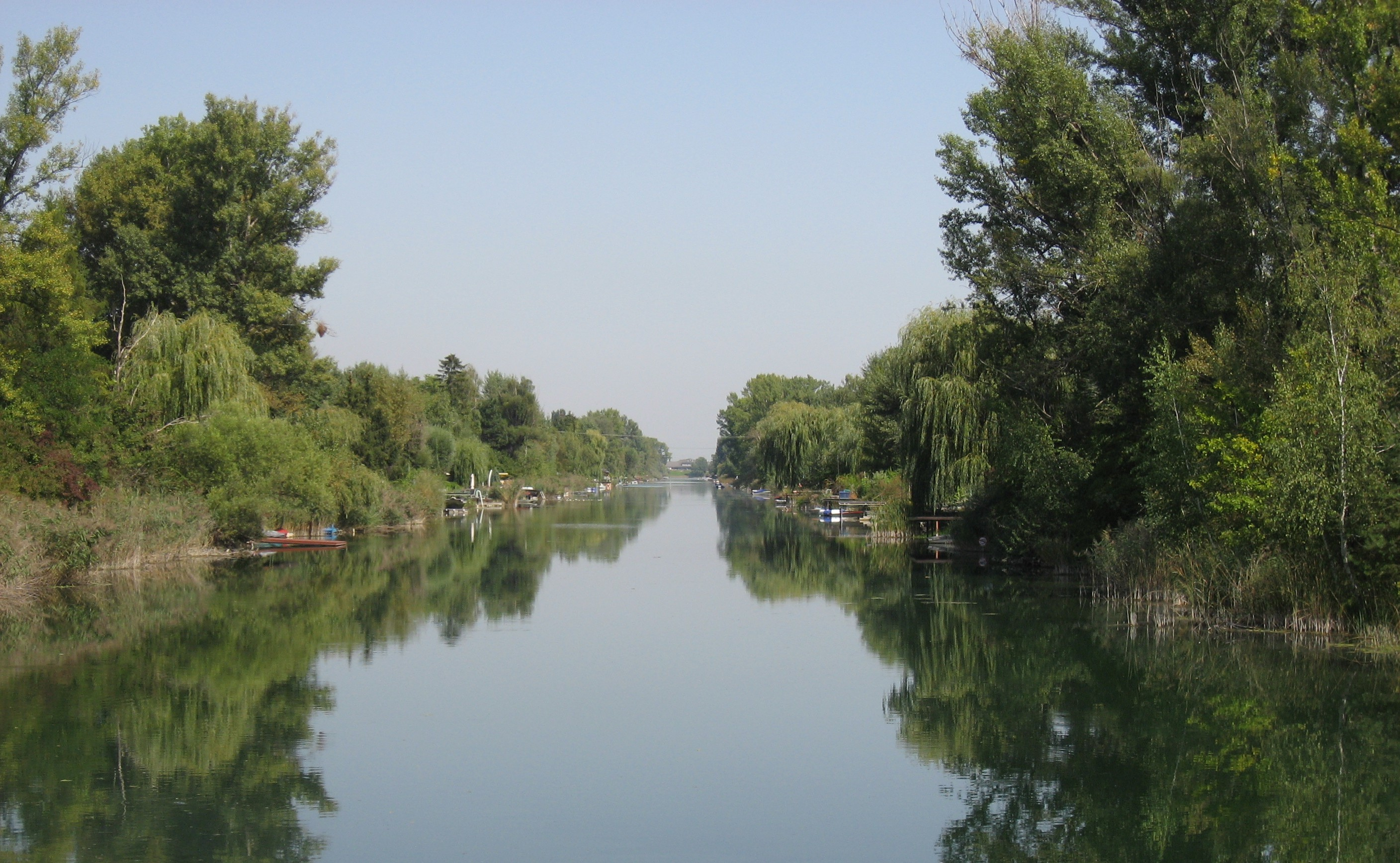
Donau-Oder-Kanal

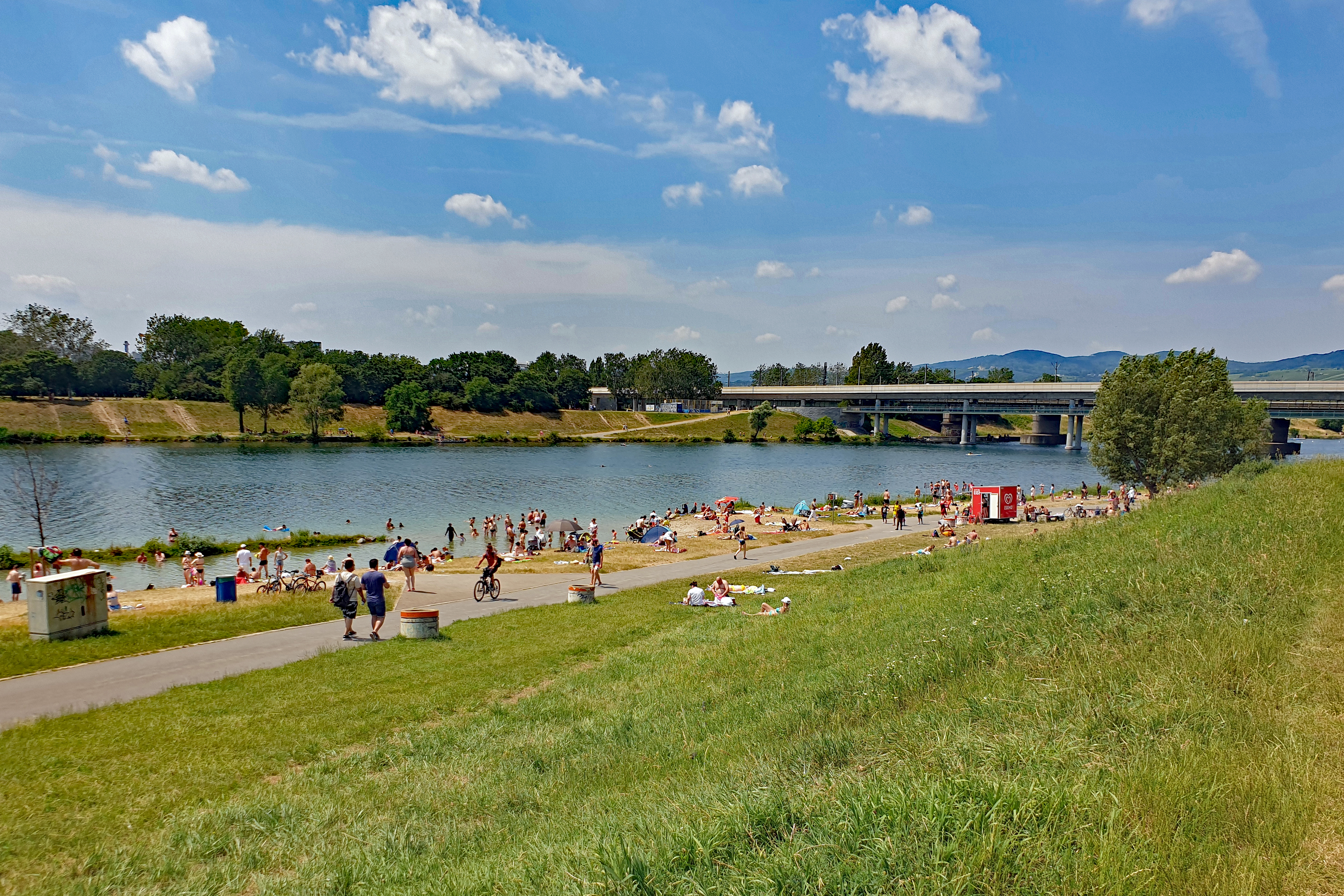
Familienstrand an der Neuen Donau

Neben den verschiedenen unter Aufsicht stehenden Bademöglichkeiten in Wien gibt es zusätzlich noch die sogenannten Naturbadeplätze.
Diese sind jederzeit zugänglich und unterliegen damit keinen Öffnungszeiten. Die Ufergrundstücke werden in den meisten Fällen von der MA 49 – Forstamt und Landwirtschaftsbetrieb der Stadt Wien betreut, die Wasserqualität wird vom Institut für Umweltmedizin der MA 15 – Gesundheitswesen von der MA 44 – Wiener Bäder und der MA 45 – Wasserbau kontrolliert, in Notfällen sind die Badenden jedoch auf sich selbst angewiesen, da kein Aufsichtspersonal anwesend ist. Im Gegensatz zu öffentlichen Bädern ist Hunden hier der Zutritt gestattet.
Standorte:
- Heustadelwasser und Rosenwasser im Prater;
- Kaiserwasser, Badeteich Hirschstetten, Schillerwasser, Mühlwasser,[51] Badeteich Süßenbrunn,[52][53] Panozzalacke, Stadlerfurt, die Donau-Oder-Kanalbecken II und III und Dechantlacke[54] im 22. Wiener Gemeindebezirk Donaustadt.

Wiens größten Naturbadeplatz bildet das 21 Kilometer lange Entlastungsgerinne, das auch als Neue Donau bezeichnet wird, gemeinsam mit der Donauinsel, die als Hochwasserschutzbau für Wien zwischen 1972 und 1988 errichtet worden ist. Allerdings hat die Flutung der Neuen Donau im Hochwasserfall normalerweise ein oft mehrwöchiges Badeverbot für dieselbe zur Folge, bis das Wasser wieder Badewasserqualität erreicht hat.
Auch im Donaukanal ist das Schwimmen mit Einschränkungen erlaubt.

### FKK
Trotz des wachsenden Angebots an Bädern – egal, ob Hallenbäder oder im Freien – suchte noch vor dem Ersten Weltkrieg eine steigende Zahl von Menschen die Möglichkeit, unter Gleichgesinnten nach den eigenen und nicht von der Behörde bestimmten Regeln ihr Badevergnügen zu gestalten.
Vor allem in der Lobau wurde besonders nach dem Krieg vermehrt nackt gebadet.
1927 bekam der „Bund Freier Menschen“ von der Gemeinde Wien ein Grundstück auf dem Biberhaufen zur Verfügung gestellt, das sie mit Sichtschutz einzuzäunen hatten.
Während die nach dem österreichischen Bürgerkrieg abgesetzte sozialdemokratische Stadtverwaltung tolerant gegenüber den Anhängern der Freikörperkultur gewesen war, kontrollierte die Polizei des Ständestaates unter Engelbert Dollfuß nach 1934 verstärkt die Einhaltung der guten Sitten. Dabei konnte es durchaus vorkommen, dass auch ordnungsgemäß gekleidete Badende die Hosen herunterlassen mussten, um sich auf nahtlose Bräune überprüfen zu lassen. Schwierigkeiten drohten denjenigen, die über keinen weißen Streifen um die Körpermitte verfügten.
Kurios an diesen Überwachungsaktionen war der Umstand, dass sich unter den Polizisten auch solche befanden, die in ihrer Freizeit selbst zu den FKK-Anhängern zählten und solche Kontrollen besonders zu befürchten hatten.
Unter den Nationalsozialisten ließ dieser Druck nach. Die NSDAP wünschte aus ideologischen Gründen den abgehärteten, den „gestählten“ Menschen.
2024 haben die Nackten im Süden, im Norden der Donauinsel, bei der Dechantlacke und am nördlichen Wienerbergteichufer ihre Reviere. Als städtische Bäder bieten das Gänsehäufel und das Krapfenwaldbad in abgesonderten Bereichen Möglichkeiten für die Freikörperkultur.

## Städtische Bäderprogramme

### Bäderkonzept und Bestandsbäderkonzept
1968 wurde von der zuständigen Stadtplanungskommission das Bäderkonzept 1968 als Leitlinie für den planmäßigen Ausbau der städtischen Bäder beschlossen. Demzufolge sollten kleinere bis mittelgroße Hallen- und Sommerbäder schwerpunktmäßig über das Stadtgebiet verteilt errichtet werden.
Für die Zahl beziehungsweise Größe der Bäder wurde der internationale Richtwert von einem Quadratmeter Badefläche pro Einwohner Wiens für die Sommerbäder in Anwendung gebracht. Pro 333 Wienern sollte ein Quadratmeter Badefläche in Hallenbädern zur Verfügung gestellt werden.
Auf der Grundlage dieses Bäderkonzepts erfolgten
- der Neubau des Dianabades,
- die Generalsanierung des Amalienbades,
- die Generalsanierung des Bades in Hadersdorf-Weidlingau,
- die Errichtung des Stadthallenbades (nicht von der MA 44 – Bäder betrieben),
- der Ausbau des Ottakringer Bades und die Errichtung eines zugehörigen Hallenbades mit Sauna,
- die Generalsanierung des Kongreßbades,
- die Generalsanierung des Jörgerbades,
- der Bau des Schafbergbades,

- der Bau des Höpflerbades,

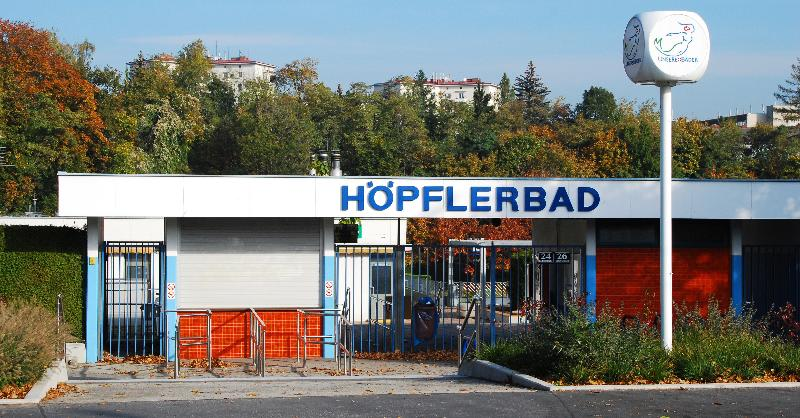
Sommerbad Höpflerbad

- der Bau neuer Kinderfreibäder (heute als Familienbäder bezeichnet) und
- der Bau von sechs sogenannten Bezirkshallenbädern (Hietzinger Bad (eröffnet 1978), Simmeringer Bad (eröffnet 1978), Döblinger Bad (eröffnet 1978), Donaustädter Bad (eröffnet 1982), Brigittenauer Bad (eröffnet 1983) und das Bad in der Großfeldsiedlung (eröffnet 1984)).

1974 folgte dem Bäderkonzept noch das so genannte Bestandsbäderkonzept. In diesem wurden die bestehenden städtischen Bäder nach verschiedenen Kriterien erfasst (Besucherzahl, Auslastung, technischer und baulicher Zustand, …) und Vorschläge über die jeweilige künftige Nutzung und eventuelle Aus-, Um- und Zubauten, aber auch über eventueller Schließungen gemacht. Auf Grund dieses Konzepts wurden sieben Volksbäder geschlossen und neun durch den zusätzlichen Einbau von Saunen bei gleichzeitiger Reduktion von Brauseplätzen aufgewertet. Sommerbäder wurden durch zusätzliche Schwimmbecken, Sonnenbäder, Spiel- und Sportplätze attraktiviert.

### Bäderakademie und Club Nixe
1992 startete die Stadt Wien die sogenannte Bäderakademie mit dem Ziel, den Besuch der städtischen Bäder attraktiver zu gestalten.
Geboten wurden unter anderem Sprachkurse, Wassergymnastik, leichte Sommerküche, Visagistenkurse und Kindernachmittage. Initiiert wurde diese Aktion vom zuständigen Stadtrat Johann Hatzl und wurde unter anderem im Theresienbad, im Hietzinger Bad, im Schafbergbad, im Krapfenwaldlbad, im Döblinger Bad, im Strandbad Alte Donau, im Liesinger Bad, im Laaerbergbad, im Gänsehäufel, im Kongreßbad, im Ottakringer Bad, im Sommerbad Donaustadt, im Angelibad, im Höpflerbad, im Sommerbad Simmering und im Sommerbad Großfeldsiedlung angeboten.
Nicht klar ist, ob der von Stadtrat Fritz Svihalek 1997 präsentierte Club Nixe, ein Animationsprogramm, die Bäderakademie ablöste oder nur ergänzen sollte. Jedenfalls finden sich auf den Internetseiten der Wiener Rathauskorrespondenz ab dem Jahr 1997 keine Hinweise mehr auf die Bäderakademie.
Der Club Nixe startete 1997 in drei Bädern (Laaerbergbad, Schafbergbad, Gänsehäufel, ab 1998 zusätzlich Hietzinger Bad und Ottakringer Bad) als kostenloses Animationsprogramm mit Sport und Information. Im ersten Jahr dieser Aktion beteiligten sich rund 40.000 Besucher an den Aktionen der Animateure des Club Nixe. Ende August 1998 wurde die Teilnehmerzahl mit rund 100.000 Personen angegeben. Die meisten Bäder, in denen das Animationsprogramm durchgeführt wurde, konnten auch eine Steigerung der Besucherzahlen vermelden.
Aktuell gibt es in Wiens Bädern:
- Schwimmkurse (Einzel- und Gruppenkurse),
- Bahnenschwimmen in allen Schwimmhallen während der Öffnungszeiten,
- Poolgymnastik mit Musik und
- geführte Sauna-Aufgüsse.

### Bäderstrategie 2030
Die Bäderstrategie 2030 bildet die Grundlage für das Bäder-Bauprogramm in Wien, das darauf abzielt, allen Wienerinnen und Wienern Zugang zu Bademöglichkeiten zu bieten, insbesondere Kindern das Schwimmen beizubringen. Die Stadt investiert 115 Millionen Euro in den Bau von 4 neuen Schwimmhallen, einem neuen Hallenbad und in die Aufwertung von bestehenden Standorten. Diese Aufwertungen umfassen Wasserspielplätze, barrierefreie Einrichtungen und die Neugestaltung von Vorplatz-Bereichen.
Neue Schwimmhallen entstehen im Großfeldsiedlungsbad (Fertigstellung April 2024), Simmeringer Bad (Fertigstellung April 2025), Höpflerbad (bis 2027) und im Laaerbergbad (bis 2028/29).
Einen komplett neues Schwimmbad soll bis 2029/2030 in der Region um die Seestadt Aspern entstehen.

## Bademode
Von der allgemeinen Entwicklung der Bekleidung beim Baden und Schwimmen koppelte sich Wien nicht ab. Der allgemeine Trend lief darauf hinaus, zunächst – vor allem bei den Damen – praktischere Badebekleidung, die im Laufe der Zeit auch immer modischer wurde, zu entwickeln und schließlich immer mehr Haut zu zeigen.
Im Sommer des Jahres 2009 wurden von den Medien zu diesem Kapitel zwei Themen aufgegriffen und diskutiert.
Das in einigen Bädern in Deutschland und der Schweiz diskutierte und auch angekündigte Verbot von Badeshorts, welches mit dem hohen Wasserverbrauch begründet wurde, wurde von der zuständigen Magistratsabteilung (MA) 44 – Wiener Bäder abgelehnt.
Wenig später sorgte der Burkini für Aufregung. Während dieser in zahlreichen Städten verboten wird, kündigte die MA 44 an, diesen über islamische Frauenvereine zu propagieren und – falls nötig – auch ein den in Wien gültigen Hygiene- und Sicherheitsvorschriften entsprechendes Modell schneidern zu lassen. Sinn der geplanten Maßnahme ist es, auch strenggläubigen moslemischen Frauen den Besuch eines Schwimmbades zu ermöglichen.

## Schwimmwettkämpfe in Wien
- Zweite Arbeiterolympiade (1931): Die zweite Arbeiterolympiade war die bis dahin größte Sportveranstaltung in Wien und der Anlass für die Errichtung des Stadionbades, der damaligen Radrennbahn und des heutigen Ernst-Happel-Stadions. Im Stadionbad wurden neben den Schwimmbewerben auch jene im Turmspringen abgehalten.

- Schwimmeuropameisterschaften 1950: Austragungsort der Schwimmeuropameisterschaften 1950 war das Stadionbad.

- Schwimmeuropameisterschaften 1974: Abermals war das Stadionbad Austragungsort von Schwimmeuropameisterschaften. Erzielt wurden 17 Weltrekorde und 32 Europarekorde. 15 der Weltrekorde wurden von den Damen erreicht, 14 davon von Schwimmerinnen aus der DDR.

- Schwimmeuropameisterschaften 1995: 1995 war das Stadionbad zum dritten Mal Schauplatz von Schwimmeuropameisterschaften in Wien.

- Special Olympics 1998: Im Rahmen der 2. Internationalen Special Olympics fanden auch Schwimmwettkämpfe statt. Diese wurden zwischen 21. und 25. Juni 1998 im Stadionbad ausgetragen.[67]

- Kurzbahnschwimmeuropameisterschaften 2004: Ausgetragen wurde die Kurzbahneuropameisterschaften zwischen 9. und 12. Dezember 2004 in der Wiener Stadthalle, wo in der Haupthalle eigens ein 25 Meter langes Becken aufgestellt wurde.[68][69]

## Statistisches
Für das Jahr 1924 werden 136.666 Kinder genannt, denen gratis der Besuch von städtischen Volksbädern ermöglicht wurde. 10.000 Freikarten für den Besuch von Strombädern wurden an Bürgerschulen in Wien ausgegeben, von denen 7.700 eingelöst wurden. 5.540.149 Menschen, davon 623.385 Kinder, denen der kostenlose Besuch ermöglicht worden war, suchten städtische Badeanstalten auf.
Im Jahr 2008 wurden die städtischen Sommerbäder von 2.414.259 Menschen und die Familienbäder von 312.252 Menschen besucht. Insgesamt nutzen in diesem Jahr 4.105.967 Besucher das Angebot der städtischen Bäder. Den besucherreichsten Tag in diesem Jahr erlebte das Gänsehäufel mit 31.533 Besuchern am 22. Juni. Insgesamt suchten 125.905 Menschen an diesem Tag die städtischen Bäder auf. Die angebotenen Wassergymnastikkurse wurden von 32.940 Personen besucht.
| Freibäder | Hallenbäder                                         | Saunabäder                                                | Bäder mit Sauna-Abteilungen |
| --- | --------------------------------------------------- | --------------------------------------------------------- | --- |
| - Laaerbergbad - Simmeringer Bad - Theresienbad - Hietzinger Bad - Hadersdorf-Weidlingauer Bad - Kongreßbad - Ottakringer Bad - Jörgerbad - Schafbergbad - Krapfenwaldlbad - Döblinger Bad - Brigittenauer Bad - Strandbad Angelibad - Großfeldsiedlungsbad - Donaustädter Bad - Strandbad Alte Donau - Strandbad Gänselhäufel - Höpflerbad - Liesingerbad | - Amalienbad - Hütteldorfer Bad - Floridsdorfer Bad | - Apostelbad - Einsiedlerbad - Hermannbad - Penzinger Bad | - Amalienbad - Hütteldorfer Bad - Jörgerbad - Brigittenauer Bad - Floridsdorfer Bad - Simmeringer Bad - Theresienbad - Hietzinger Bad - Ottakringer Bad - Döblinger Bad - Großfeldsiedlungsbad - Donaustädter Bad |

Vom insgesamt 41.488,5 Hektar großen Stadtgebiet entfallen 1.939 Hektar oder rund 5 Prozent auf Gewässer.

## Wasserqualität
| Eigenschaft | ausgezeichnet | gute Qualität | ausreichende Qualität |
| --- | ------------- | ------------- | --------------------- |
| Intestinale Enterokokken | 200 (*)       | 400 (*)       | 330 (**)              |
| Escherichia coli | 500 (*)       | 1000 (*)      | 900 (**)              |
| (*): Maximalwert auf der Grundlage einer 95-Perzentil-Bewertung (**): Maximalwert auf der Grundlage einer 90-Perzentil-Bewertung |               |               |                       |

Nach der Richtlinie (RL 2006/7/EG) untersucht die MA39 in der Badesaison alle 14 Tage die zumeist ausgezeichnete Badewasserqualität. 2024 war nur das Strandbad Stadlau „nur“ gut. Von der Stadt Wien werden an 17 Badestellen diese Qualitätskontrollen vorgenommen und veröffentlicht. In der Badesaison erfolgt dies in 14-tägigen Intervallen.
Zumindest 3 Mal in jeder Badesaison werden kleineren Naturbadeplätzen wie zum Beispiel der Badeteich Hirschstetten, die Dechantlacke, die Donau und der Kanal überprüft.
Für die Hygiene in den städtischen Bädern gibt es das Bäderhygienegesetz, die Bäderhygieneverordnung und ein externes Gutachten. Das muss jährlich und repräsentativ gemacht werden.
Das Bäderhygienegesetz enthält neben allgemeinen Begriffsbestimmungen Bewilligungsbestimmungen für den Bau und den Betrieb von Bädern, Warmluft- und Dampfbädern, Kleinbadeteichen sowie Badestellen und grundsätzliche Hygienevorschriften zum vorbeugenden Schutz von Menschen vor der Übertragung von Krankheiten in solchen Anlagen. Festgelegt ist hier unter anderem auch, wie oft die jeweils zuständige Bezirksverwaltungsbehörde die Badeanlagen zu überprüfen hat.
Die Bäderhygieneverordnung enthält unter anderem jene Regelungen, die die Wasserbeschaffenheit, die Aufbereitungsanlagen für das Badewasser, die Becken, Saunaanlagen, Dampf- und Warmluftbäder sowie deren betriebsinterne und behördliche Kontrolle betreffen.
Als Aufbereitungsverfahren für das Badewasser gestattet die Bäderhygieneverordnung
- Flockung – Filtration – Desinfektion (Chlorung) oder
- Flockung – Filtration – Ozon-Oxidationsstufe – Desinfektion (Chlorung) oder
- Flockung – Filtration – Desinfektion (Chlor-Chlordioxidverfahren mit wässriger Chloritlösung)

Die Bäderhygieneverordnung schreibt für Desinfektionsmittel die grundsätzliche Anforderung vor, dass die Keimtötungsgeschwindigkeit eines Desinfektionsmittels so hoch sein muss, dass das Bakterium Pseudomonas aeruginosa (der Pfützenkeim) innerhalb von 30 Sekunden um 4 Zehnerpotenzen abgetötet werden kann.
Als Desinfektionsmittel zugelassen sind:
1. Für Wasser von Becken, mit Ausnahme von Warmsprudelbecken (Whirl Pools): Chlorgas, Calciumhypochlorit, Natriumhypochlorit, Chlor-Chlordioxid (unter Zugabe einer wässrigen Chloritlösung) und weiters zur ausschließlichen Verwendung in Wat-, Tret- und Durchschreitebecken sowie in Tauchbecken gemäß § 24 Abs. 2, deren Wasser verworfen wird Natriumdichlorisocyanurat und Trichlorisocyanursäure. In Tablettenform gibt es üblicherweise die Wirkstoffe Calciumhypochlorit und Trichlorisocyanursäure.
2. Für Wasser von Warmsprudelbecken (Whirl Pools): Chlorgas, Calciumhypochlorit und Natriumhypochlorit.
3. Zur desinfizierenden Spülung der Filter: Chlorgas, Calciumhypochlorit, Natriumhypochlorit, Chlor-Chlordioxid (unter Zugabe einer wässrigen Chloritlösung), Chlordioxid und Wasserstoffperoxid.
4. Zur Füllwasserchlorung und Spüldesinfektion von Warmsprudelwannen (Whirlwannen): Calciumhypochlorit, Natriumhypochlorit und Natriumdichlorisocyanurat-Lösung.